# Douglas Bader
Pour les articles homonymes, voir Bader.
Sir Douglas Robert Steuart Bader (né le 10 février 1910 à St John's Wood et mort le 5 septembre 1982 à Chiswick) est un aviateur militaire britannique. Group captain dans la Royal Air Force (RAF), il devient un as de l'aviation pendant la Seconde Guerre mondiale. Il a remporté 22 victoires aériennes, quatre victoires partagées, six victoires probables, une victoire partagée probable, ainsi que onze avions ennemis endommagés qui ne comptent pas comme des victoires, le tout en seulement 15 mois d'opérations.
Bader s'engage dans la RAF en 1928 et est commissionné en 1930. En décembre 1931, lors d'une voltige aérienne, il s'écrase et perd la partie inférieure de ses deux jambes. À l'article de la mort, il se rétablit, reprend son entraînement au pilotage, réussit ses vols de contrôle et demande ainsi sa réactivation comme pilote officiel. Bien qu'aucune réglementation ne s'applique à sa situation, il est mis à la retraite contre son gré pour raisons médicales. Après le déclenchement de la Seconde Guerre mondiale en 1939, Bader retourne à la RAF et est accepté comme pilote. Il remporte ses premières victoires sur Dunkerque lors de la bataille de France en 1940. Il participe ensuite à la bataille d'Angleterre et se lie d'amitié avec l'air vice-marshal Trafford Leigh-Mallory et ses expériences sur les « Big Wings (en) ». En août 1941, Bader saute en parachute au-dessus de la France occupée par les Allemands et est capturé. Peu après, il rencontre Adolf Galland, un as de la chasse allemand de renom, avec qui il se lie aussi d'amitié. Malgré son handicap, Bader tente plusieurs évasions et est finalement envoyé au camp de prisonniers de guerre du château de Colditz. Il y reste jusqu'en avril 1945, date à laquelle le camp est libéré par la 1re armée américaine. Bader quitte définitivement la RAF en février 1946 et reprend sa carrière dans l'industrie pétrolière.
Dans les années 1950, un livre et un film, Vainqueur du ciel (Reach for the Sky), retracent sa vie et sa carrière dans la RAF jusqu'à la fin de la Seconde Guerre mondiale. Bader milite pour les personnes handicapées et, lors des honneurs de l'anniversaire de la Reine en 1976, il est nommé Knight Bachelor pour services rendus aux personnes handicapées. Il continue de voler jusqu'à ce que des problèmes de santé l'obligent à arrêter en 1979. Bader meurt à l'âge de 72 ans, le 5 septembre 1982, des suites d'une crise cardiaque.

## Jeunesse

### Enfance et études
Bader est né le 21 février 1910 à St John's Wood, à Londres. Il est le deuxième fils du major Frederick Roberts Bader (1867-1922), ingénieur civil, et de son épouse Jessie Scott MacKenzie,. Craignant que le climat ne soit trop rude pour un bébé, il passe ses deux premières années chez des proches sur l'île de Man, tandis que son père, accompagné de sa mère et de son frère aîné Frederick — prénommé comme son père, mais surnommé « Derick » pour les distinguer — est muté en Inde après la naissance de son fils.
À l'âge de deux ans, Bader rejoint ses parents en Inde pour un an. Lorsque son père démissionne en 1913, la famille retourne à Londres et s'installe à Kew. Le père de Bader participe à la Première Guerre mondiale dans les Royal Engineers et est blessé au combat par un shrapnel en 1917. Il reste en France après la guerre, où, ayant atteint le grade de major, il est meurt en 1922 des complications de ces blessures dans un hôpital de Saint-Omer, la même région où Bader sautera en parachute et sera capturé en 1941.
La mère de Bader se remarie peu après avec le révérend Ernest William Hobbs. Bader est ensuite élevé au presbytère du village de Sprotbrough, près de Doncaster, dans le West Riding of Yorkshire. Son beau-père, de nature douce et respectueuse, ne devient pas la figure paternelle dont il avait besoin. Sa mère ne s'intéresse guère à lui et l'envoie parfois chez ses grands-parents. Sans encadrement, Bader devient indiscipliné et montre un esprit d'indépendance et de non-conformisme. Lors d'un incident avec un pistolet à air comprimé, il tire sur une notable locale à travers la fenêtre de la salle de bain, alors qu'elle s'apprête à prendre un bain. Plus tard, lors d'une dispute avec Derick, il est blessé à l'épaule à bout portant avec l'arme. Bader est ensuite envoyé comme pensionnaire à la Temple Grove School (en), l'une des célèbres écoles préparatoires anglaises, qui dispense à ses élèves une éducation « spartiate ».
L'énergie « agressive » de Bader trouve un nouveau souffle à la St Edward's School (en), où il fait ses études secondaires. Durant son séjour, athlète accompli, il excelle dans le sport. Il joue au rugby et apprécie souvent la rivalité physique avec des adversaires plus costauds et plus âgés, laissant églameent apparaître ses qualités de meneur d'hommes. Le directeur de l'époque, Henry E. Kendall, tolère son caractère agressif et compétitif. Il le nomme même préfet, bien que d'autres perçoivent cela comme l'objet d'une forte prétention chez le garçon. Ses camarades pilotes de la RAF, Guy Gibson et Adrian Warburton (en), fréquentent également l'école. Plus tard, les prouesses de Bader sur le terrain de rugby sont telles qu'il est invité à disputer un match amical avec les Harlequins, mais on ignore s'il y joue réellement.
Les intérêts sportifs de Bader se poursuivent pendant son service militaire. Il est sélectionné dans l'équipe de cricket de la Royal Air Force (RAF) pour disputer un match de first-class cricket contre l'armée à l'Oval en juillet 1931. Il marque 65 à 1. En août, il participe à un match de deux jours contre la Royal Navy. Après sa capture en 1941, il joue au cricket dans un camp de prisonniers de guerre allemand, malgré son handicap ultérieur.

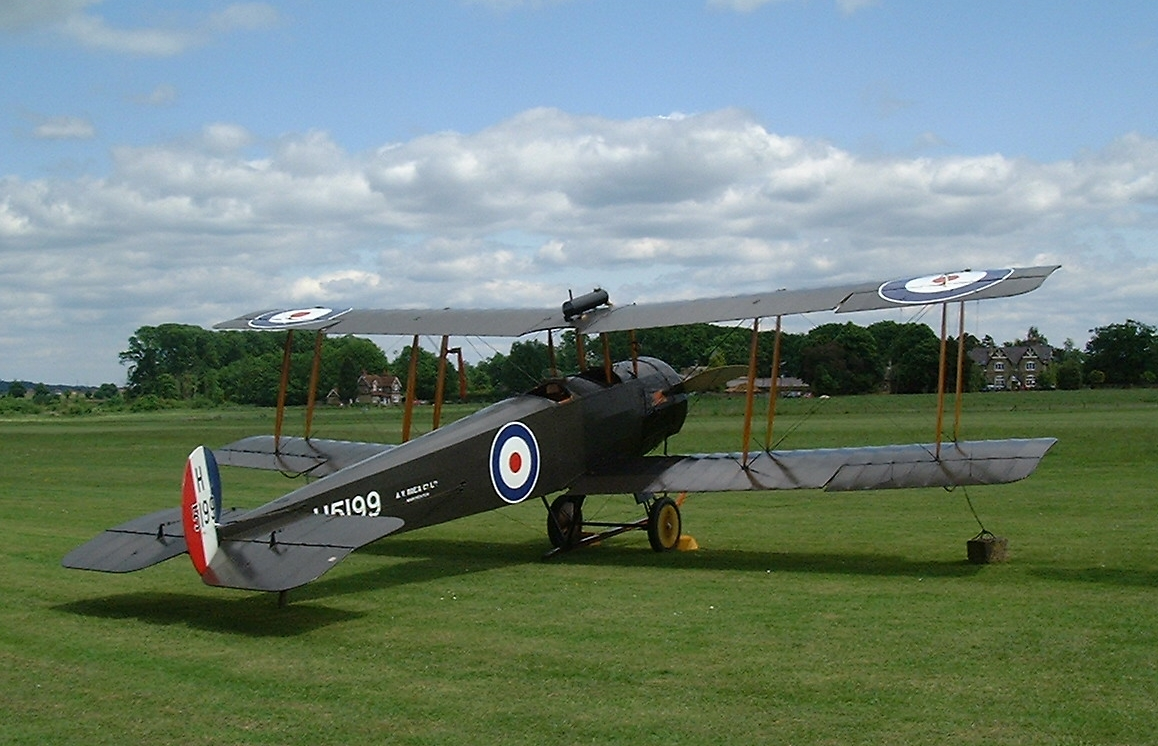
Un Avro 504, appareil que Bader découvre par l'intermédiaire du flight lieutenant Cyril Burge et avec lequel il fait son premier vol.

Mi-1923, à l'âge de 13 ans, Bader découvre un Avro 504 lors d'une visite à sa tante, Hazel, qui allait épouser le flight lieutenant Cyril Burge, adjudant à la base aérienne de Cranwell (RAF Cranwell). Bien qu'il apprécié cette visite et s'intéresse à l'aviation, il ne montre aucun signe de devenir le pilote passionné qu'il deviendra. Toujours très porté sur le sport, un intérêt qui domine ses années de formation, Bader s'intéresse moins à ses études. Cependant, Bader reçoit les conseils du directeur de son école, M. Kendall, et grâce à ses encouragements, il excelle dans ses études et est plus tard accepté comme cadet à la RAF Cranwell. Peu après, on lui propose une place à l'université d'Oxford, qu'il refuse, préférant l'université de Cambridge.
Sa mère refuse de laisser Bader s'inscrire à Cambridge en décembre 1927, prétextant ne pas pouvoir payer les frais de scolarité. Un professeur de St. Edwards, un certain M. Dingwall, participe en partie à ces frais. Grâce à sa nouvelle relation avec Cyril Burge, Bader apprend l'existence des six bourses annuelles de cadets offertes par la RAF Cranwell. Parmi des centaines de candidats, il termine cinquième. Il quitte St. Edward's au début de l'année 1928, à l'âge de 18 ans.

### Débuts à la RAF
En 1928, Bader s'engage dans la RAF comme aspirant-officier au Royal Air Force College Cranwell (en), dans le Lincolnshire rural. Il continue d'exceller en sport et ajoute le hockey et la boxe à son répertoire. La pratique de la moto est tolérée à Cranwell, même si les aspirants participent généralement à des activités interdites comme des courses. Bader participe à ces activités et frôle l'expulsion après avoir été pris en flagrant délit trop souvent, en plus d'avoir obtenu la 19e place sur 21 à ses examens de promotion. Son commandant, l'air vice-marshal Frederick Halahan (en), lui adresse un avertissement privé pour sa conduite. Il s'investit totalement à partir de ce moment-là, et devient presque major de la promotion.
Le 13 septembre 1928, Bader effectua son premier vol avec son instructeur, le flying officer W. J. « Pissy » Pearson, sur un Avro 504. Il effectue son premier vol en solo le 19 février 1929 après onze heures et quinze minutes de vol.
À la fin de sa formation de deux ans, Bader concoure pour Sword of Honour', une récompense honorifique décernée à l'aspirant qui réalise la meilleure performance globale au cours de sa période de formation. Il perd face à Patrick Coote (en), son plus proche rival. Coote devient ensuite wing commander de l'escadre ouest des forces aériennes britanniques en Grèce. Il est tué le 13 avril 1941 alors qu'il vole comme observateur à bord d'un Bristol Blenheim (no L4819) du No. 211 Squadron RAF, piloté par le lieutenant d'aviation R. V. Herbert, lorsque six appareils de l'escadron sont abattus lors de la bataille de Grèce. L'appareil de Coote est la première des 29 victoires aériennes de l'as de la Luftwaffe, l'unteroffizier (et plus tard lieutenant) Fritz Gromotka (en),.
Le 26 juillet 1930, Bader est nommé pilot officer au sein du No. 23 Squadron RAF, basé à base aérienne de Kenley (RAF Kenley), dans le Surrey. Pilotant des biplans Gloster Gamecocks, puis peu après des Bristol Bulldogs, Bader devient un véritable casse-cou lors de son entraînement, effectuant souvent des figures proscrites et dangereuses. Bien que très rapide pour l'époque, le Bulldog présente des problèmes de stabilité directionnelle à basse vitesse, rendant ces figures exceptionnellement dangereuses. Des ordres stricts sont ainsi émis pour interdire les acrobaties aériennes non autorisées à moins de 2 000 pieds (610 mètres). Bader considère cela comme une règle de sécurité inutile plutôt que comme un ordre à respecter.
Après un vol d'entraînement au champ de tir, Bader n'atteint que 38 % de ses cibles. Soumis à des rafales de la part de membres d'un escadron rival (le No. 25 Squadron RAF (en)), Bader s'envole pour effectuer des acrobaties aériennes et démontrer son talent. C'est contraire au règlement, et sept accidents sur 23 causés par ce non-respect se sont avérés mortels. Le commandant de l'escadron no 25 fait remarquer qu'il condamnerait Bader à une cour martiale s'il était dans son unité. Les commandants de l'unité de Bader, Harry Day (en) et Henry Wollett, accordent plus de latitude aux pilotes, tout en les encourageant à reconnaître leurs propres limites.

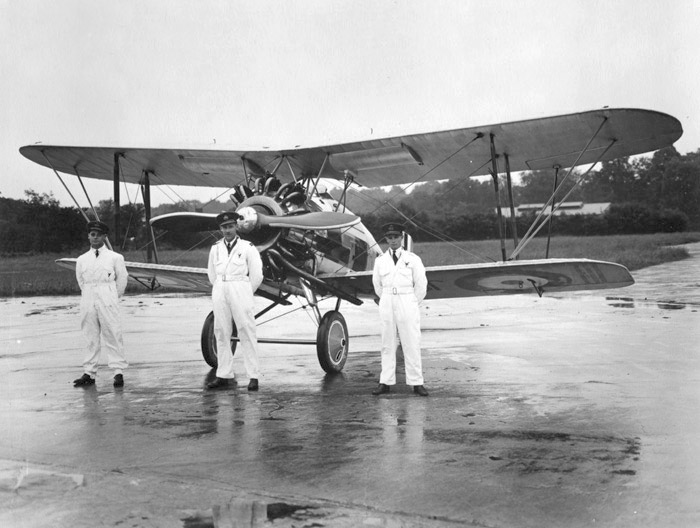
Douglas Bader, Harry Day et Geoffrey Stephenson pendant un entraînement pour le Hendon Air Show 1932, avec un Gloster Gamecock en arrière-plan.

Le 23e escadron avait remporté l'épreuve par paires du Hendon Air Show, sur l'aérodrome de Hendon (en), en 1929 et 1930. En 1931, Bader, associé à Harry Day, défend avec succès le titre de l'escadron au printemps de la même année. Fin 1931, Bader entreprend un entraînement pour le Hendon Air Show de 1932, espérant remporter un deuxième titre consécutif. Deux pilotes avaient été tués en tentant des acrobaties aériennes et il leur est donc renouvelé l'ordre de ne pas s'entraîner à moins de 2 000 pieds (610 mètres) et de rester constamment au-dessus de 500 pieds (150 mètres).
Néanmoins, le 14 décembre 1931, lors d'une visite à l'aéro-club de Reading, Bader tente quelques acrobaties aériennes à basse altitude sur l'aérodrome de Woodley à bord d'un Bulldog Mk. IIA (no K1676) du 23e escadron, apparemment par défi. Son avion s'écrase lorsque l'extrémité de l'aile gauche touche le sol. Les deux jambes de Douglas Bader sont écrasées, la gauche sous son siège et le pied droit sous le palonnier. Bader est transporté d'urgence au Royal Berkshire Hospital, où, grâce aux soins du chirurgien James Leonard Joyce (1882-1939) — l'un des chirurgiens réputés de l'époque en Angleterre, —, ses deux jambes sont amputées, l'une au-dessus et l'autre en dessous du genou. Après l'accident, Bader inscrit laconiquement ce qui suit dans son carnet de bord : « S'est écrasé en [faisant un tonneau] lentement près du sol. Mauvais spectacle »,.
En 1932, après une longue convalescence, durant laquelle il a besoin de morphine pour soulager ses douleurs, Bader est transféré à l'hôpital de la (en) base aérienne Uxbridge (RAF Uxbridge). Là, il se lie avec les frères Desoutter. Marcel Desoutter, ancien ingénieur aéronautique ayant également perdu une jambe dans un accident d'avion, avait créé une société fabriquant des prothèses de jambes en aluminium, une innovation pour l'époque. Douglas Bader est le premier client nécessitant une prothèse pour chaque jambe. Malgré tous les désagréments physiques et sans jamais ménager ses efforts, Douglas Bader s'attelle à la lourde tâche de se reconstruire physiquement et mentalement. Il lutte avec acharnement pour retrouver ses capacités. Avec le temps, ses efforts acharnés et déterminés portent leurs fruits : il peut conduire une voiture spécialement modifiée, jouer au golf et même danser. Durant sa convalescence, il rencontre Thelma Edwards, serveuse au salon de thé Pantiles, situé sur l'A30 London Road à Bagshot, dans le Surrey, et en tombe amoureux.
Bader a l'occasion de prouver qu'il était encore capable de voler lorsqu'en juin 1932, le sous-secrétaire d'État de l'air, Philip Sassoon, lui permet de prendre un Avro 504, qu'il pilote avec réussite. Un examen médical ultérieur le déclare apte au service actif, mais en avril 1933, il est informé que la RAF a décidé de revenir sur sa décision, arguant que cette situation n'est pas prévue. Ainsi, bien qu'aucune réglementation ne s'applique à sa situation, il est mis à la retraite contre son gré pour raisons médicales. En mai, réformé de la RAF avec une pension d'invalidité totale, Bader accepte un emploi de bureau à l'Asiatic Petroleum Company (en) (future Shell). Le 5 octobre 1933, il épouse Thelma Edwards.

## Seconde Guerre mondiale

### Retour à la RAF
Dans un contexte de tensions croissantes en Europe entre 1937 et 1939, Bader demande à plusieurs reprises au ministère de l'Air de le réintégrer dans la Royal Air Force (RAF). Il est finalement invité à une réunion du jury de sélection. Bader est déçu d'apprendre que seuls des « emplois au sol » sont proposés. Il semble qu'un poste de pilote lui serait refusé, mais l'air vice-marshal Frederick Halahan (en), commandant de la base aérienne Cranwell à l'époque où Bader y était, le soutient personnellement et demande à Central Flying School (CFS) d'Upavon d'évaluer ses capacités.
Le 14 octobre 1939, la CFS demande à Bader de se présenter aux tests en vol quelques jours plus tard. Il n'attend pas : dès le lendemain matin, Bader suit des cours de remise à niveau. Malgré les réticences de l'établissement à lui permettre de postuler pour un A.1.B. (classe de pilote à part entière), ses efforts persistants portèrent leurs fruits. Bader obtient à nouveau une qualification médicale pour le vol opérationnel fin novembre 1939 et est affecté à la CFS pour un cours de remise à niveau sur les avions modernes.
Le 27 novembre, huit ans après son accident, Bader vole de nouveau en solo sur un Avro 621 Tutor. Une fois en vol, il ne peut résister à la tentation de retourner le biplan à 600 pieds (180 mètres) du sol. Bader progresse ensuite : sur un chasseur-bombardier de jour monomoteur Fairey Battle, puis d'un Miles M.9 Master, ce qui constitue la dernière étape de formation avant de piloter sur Supermarine Spitfire et sur Hawker Hurricane).

### Drôle de guerre

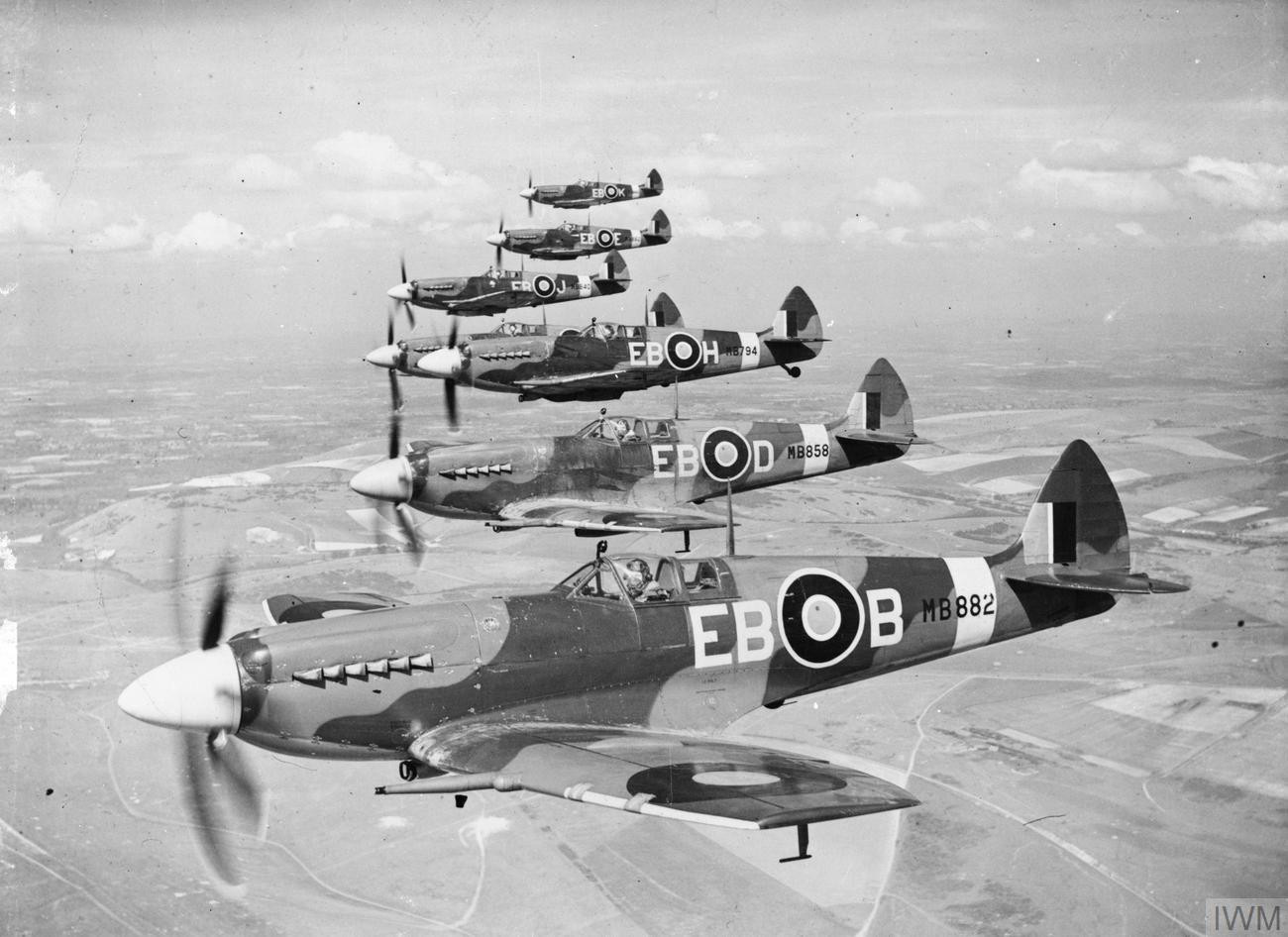
Un groupe de Supermarine Spitfires.

En janvier 1940, Bader est affecté au No. 19 Squadron RAF (en) basé à la base aérienne de Duxford (RAF Duxford), près de Cambridge. À 29 ans, il est plus âgé que la plupart de ses collègues pilotes. Le squadron leader Geoffrey Stephenson, un ami proche de l'époque de Cranwell, en est le commandant, et c'est là que Bader aperçoit pour la première fois un Spitfire. Entre février et mai 1940, Bader pratique le vol en formation et les tactiques aériennes, et effectue des patrouilles au-dessus de convois en mer. Ses idées sur le combat aérien se heurtent à une certaine opposition. Il privilégie l'utilisation du Soleil et de l'altitude pour tendre des embuscades à l'ennemi, mais la RAF ne partage pas son avis. Les ordres et la doctrine officiels imposent aux pilotes de voler en ligne arrière et d'attaquer individuellement. Bien que cela soit contraire à sa tactique préférée, Bader obéit aux ordres et, grâce à ses compétences, il est rapidement promu chef de section.
Bader tente de faire décoller son Spitfire avec l'hélice réglée sur grand pas et, fatalement, s'écrase au décollage. En effet, les avions ont bénéficié dans les années 1930 de l'invention des hélices à pas variable. Elles sont l'équivalent d'une boîte de vitesse, mais sur un avion. Ainsi, une hélice réglée sur un « petit » pas, bénéfice d'une meilleure traction au décollage et en montant avec de meilleures performances à vitesse faible, alors que si elle est réglée sur un « grand » pas, elle donne de meilleures performances à vitesse de croisière ou supérieure. Bader tente donc de décoller avec un avion de chasse dont l'hélice est mal réglée. L'avion dérape sur la piste à 130 km/h avant de s'écraser. Malgré une blessure à la tête, Bader embarque dans un autre Spitfire pour une deuxième tentative. En regagnant sa chambre après le vol, il pense s'être blessé, car il a du mal à marcher. Il découvre rapidement que ses jambes artificielles sont déformées après avoir été poussées sous les pédales du palonnier lors de l'accident. Il réalise que s'il n'avait pas perdu ses jambes auparavant, il les aurait certainement perdues cette fois-ci. Choqué par la bêtise de la faute de débutant qu'il a commise, il la reconnaît pleinement. Trafford Leigh-Mallory considère que la leçon est suffisante et que la faute ne se reproduira jamais et le confirme donc dans sa promotion en flight lieutenant et le nomme commandant de vol du No. 222 Squadron RAF (en).

### Bataille de France

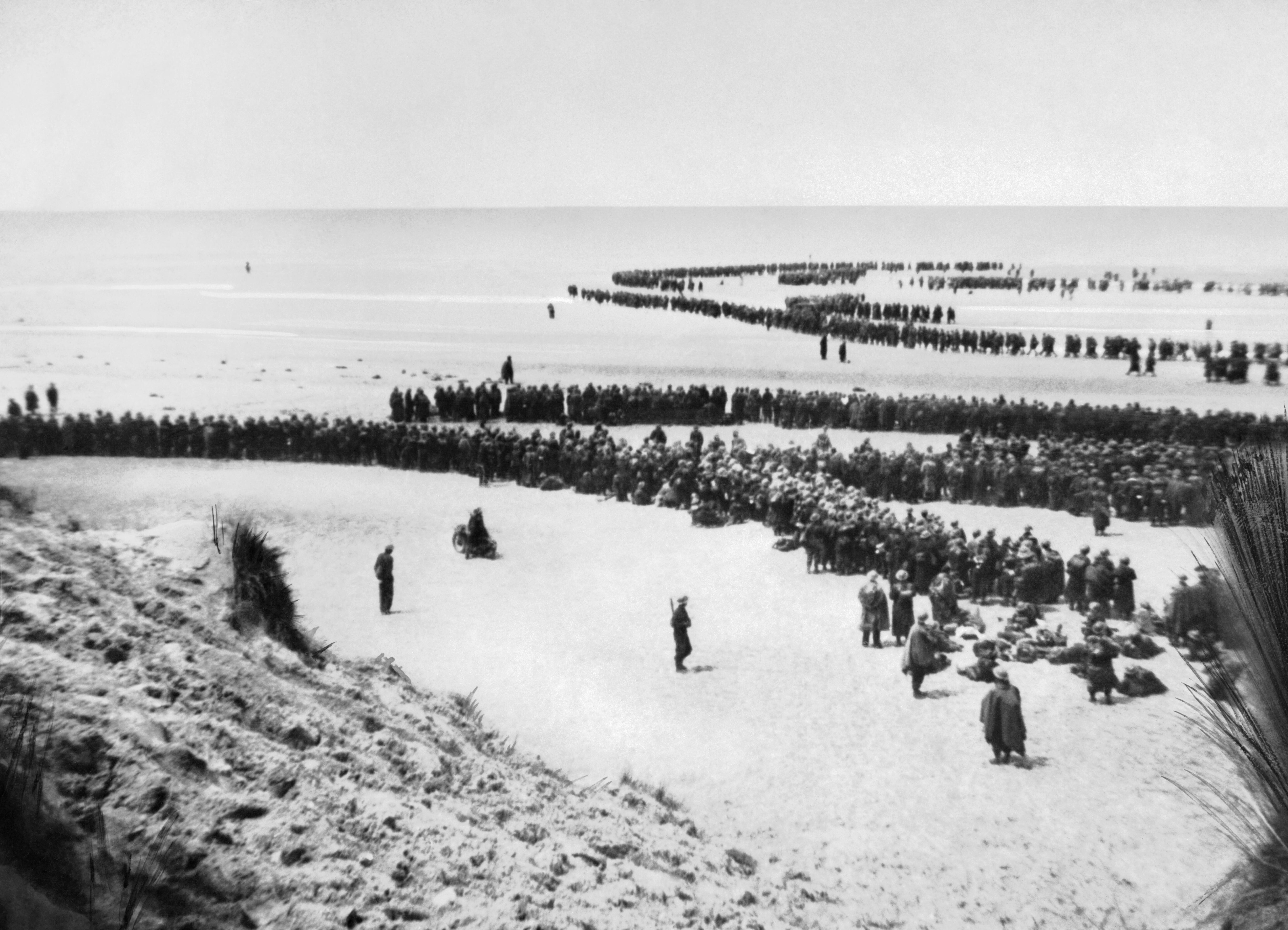
Les troupes britanniques s'alignent sur la plage de Dunkerque en attendant leur évacuation.

Bader fait ses premiers pas au combat au sein du 222e escadron, basé à la base aérienne de Duxford et commandé par un autre vieil ami, le commandant d'escadron Herbert Waldemar « Tubby » Mermagen. Le 10 mai, la Wehrmacht envahit le Luxembourg, les Pays-Bas, la Belgique et la France. Les campagnes se déroulent mal pour les Alliés, qui doivent évacuer Dunkerque. Les escadrons de la RAF reçoivent l'ordre d'assurer la suprématie aérienne de la Royal Navy lors de l'opération Dynamo.
Alors qu'il patrouille le long de la côte près de Dunkerque le 1er juin 1940 à environ 910 m d'altitude, Bader aperçoit un Messerschmitt Bf 109 devant lui, volant dans la même direction et à peu près à la même vitesse. Il pense que l'Allemand est un novice puisqu'il n'entreprenant aucune manœuvre d'évitement, même s'il faut plus d'une rafale pour l'abattre. Bader est également crédité d'un Messerschmitt Bf 110 endommagé, malgré cinq victoires revendiquées dans ce combat aérien particulier.
Lors de la patrouille suivante, Bader est crédité d'avoir endommagé un Heinkel He 111. Le 4 juin 1940, sa rencontre avec un Dornier Do 17, qui attaque des navires alliés, entraîne une quasi-collision alors qu'il tire sur le mitrailleur arrière de l'appareil lors d'un passage à grande vitesse. Peu après son arrivée au 222e escadron, celui-ci est transféré à la base aérienne Kirton (RAF Kirton), à Lindsey, juste au sud du Humber.
Après des opérations aériennes au-dessus de Dunkerque, le 28 juin 1940, Bader est affecté au commandement du No. 242 Squadron RAF en tant que squadron leader par intérim. Escadron de Hawker Hurricanes basé à la base aérienne Coltishall (RAF Coltishall), le 242e escadron, est principalement composé de Canadiens ayant subi de lourdes pertes lors de la bataille de France et dont le moral est au plus bas à l'arrivée de Bader. Malgré une résistance initiale à leur nouveau commandant, les pilotes (dont des as comme Willie McKnight (en) et Stan Turner (en)) sont rapidement convaincus par la forte personnalité et la persévérance de Bader, notamment pour contourner les formalités administratives sur l'approvisionnement et rendre l'escadron à nouveau opérationnel. Bader transforme le 242e escadron en une unité de combat efficace. Bader compte trois officiers de la Royal Navy au sein de l'escadron, dont son ailier Richard John Cork (en). Lors de la formation du No. 12 Group RAF, le 242e escadron y est affecté, alors qu'il est basé à la RAF Duxford. Le 242e escadron devient pleinement opérationnel le 9 juillet 1940.

### Bataille d'Angleterre

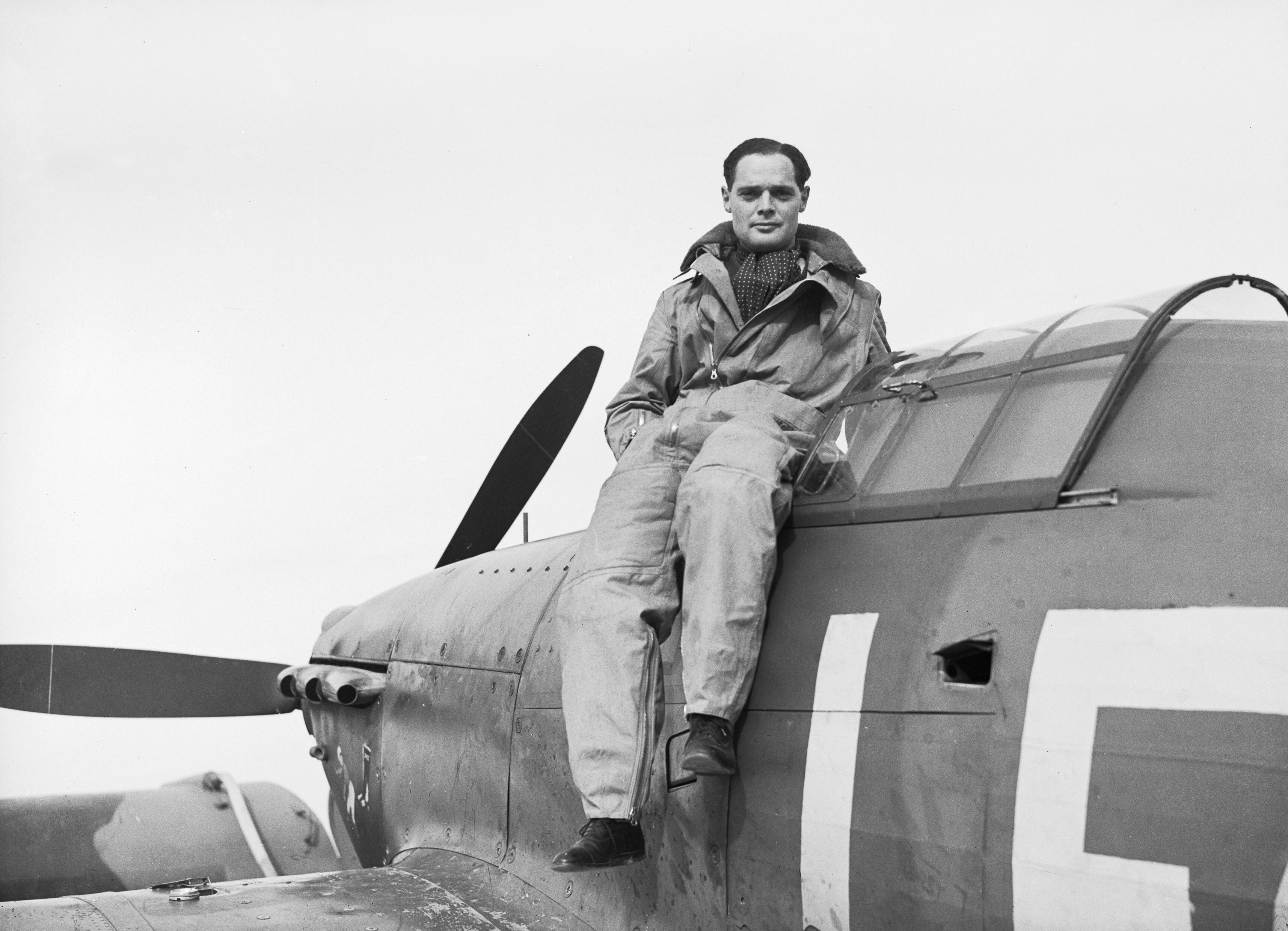
Douglas Bader en septembre 1940.

Après la bataille de France, la RAF se prépare à la bataille d'Angleterre à venir, au cours de laquelle la Luftwaffe entent obtenir la suprématie aérienne. Une fois cet objectif atteint, les Allemands tenteront de lancer l'opération Seelöwe, nom de code d'une invasion du Royaume-Uni. La bataille commence officiellement le 10 juillet 1940.
Le 11 juillet, Bader remporte sa première victoire avec son nouvel escadron : la couverture nuageuse est descendue à seulement 600 pieds tandis que la bruine et la brume couvrent la majeure partie du ciel, et la visibilité est descendue à seulement 2 000 mètres. Bader est seul en patrouille et est bientôt en action vers un avion ennemi volant vers le nord le long de la côte du Norfolk. Repérant l'avion à 600 mètres, Bader le reconnaît comme étant un Dornier Do 17, et après s'être rapproché à 250 mètres, son mitrailleur arrière ouvre le feu. Bader continue son attaque et tire deux rafales sur le bombardier avant qu'il ne disparaisse dans les nuages. Le Dornier, qui s'écrase en mer au large de Cromer, est confirmé plus tard par un membre du Royal Observer Corps (en). Le 21 août, un engagement similaire a lieu : cette fois, un Dornier tombe dans la mer au large de Great Yarmouth et une fois de plus, le Royal Observer Corps confirme la victoire. Il n'y a aucun survivant,.
Plus tard dans le mois, Bader remporte deux autres victoires sur des Messerschmitt Bf 110. Le 30 août 1940, le 242e escadron est à nouveau déplacé à Duxford et se retrouve au cœur des combats. À cette date, l'escadron revendique dix avions ennemis, dont deux grâce à Bader qui remporte des victoires contre des Messerschmitt Bf 110. D'autres escadrons sont impliqués et il est impossible de vérifier quelles unités de la RAF sont responsables des dégâts causés à l'ennemi. Le 7 septembre, deux autres Messerschmitt Bf 110 sont abattus, mais dans le même engagement, Bader est gravement touché par un Messerschmitt Bf 109. Bader est tenté de sauter en parachute, mais récupère finalement le Hurricane. D'autres pilotes sont témoins du crash de l'une des victimes de Bader.
Le 7 septembre, Bader revendique deux Messerschmitt Bf 109 abattus, suivis d'un Junkers Ju 88. Le 9 septembre, Bader revendique un autre Dornier. Au cours de la même mission, il attaque un Heinkel He 111 pour découvrir qu'il est à court de munitions. Enragé, il pense à l'éperonner et à couper le gouvernail avec son hélice, mais il se détourne lorsqu'il reprend son calme. Le 14 septembre, Bader reçoit l'ordre du Service distingué (DSO) pour son leadership au combat.
Le 15 septembre, connu sous le nom de Battle of Britain Day car il est le jour de l'attaque la plus importante et la plus concentrée contre Londres, Bader endommage un Dornier Do 17 et un Junkers Ju 88, tout en détruisant un autre Dornier Do 17 dans l'après-midi. Bader effectue plusieurs missions ce jour-là, qui impliquent de lourds combats aériens. Le rapport de combat original indique qu'il détruit un avion ennemi, ne déclare aucun dommage probable, mais déclare plusieurs dommages. Le mitrailleur du Dornier tente de sauter en parachute, mais son parachute s'accroche à la roulette de queue et il meurt lorsque l'avion s'écrase dans l'estuaire de la Tamise. D'autres détails suggèrent que Bader a pitié du tireur et « essaye de le tuer pour mettre fin à ses souffrances ». Un autre Do 17 et un Ju 88 sont revendiqués le 18 septembre. Un Bf 109 est revendiqué le 27 septembre. Le DSO de Bader est publié dans la London Gazette officiel le 1er octobre 1940. Le 24 septembre, il est promu au grade de flight lieutenant.

### Big Wing

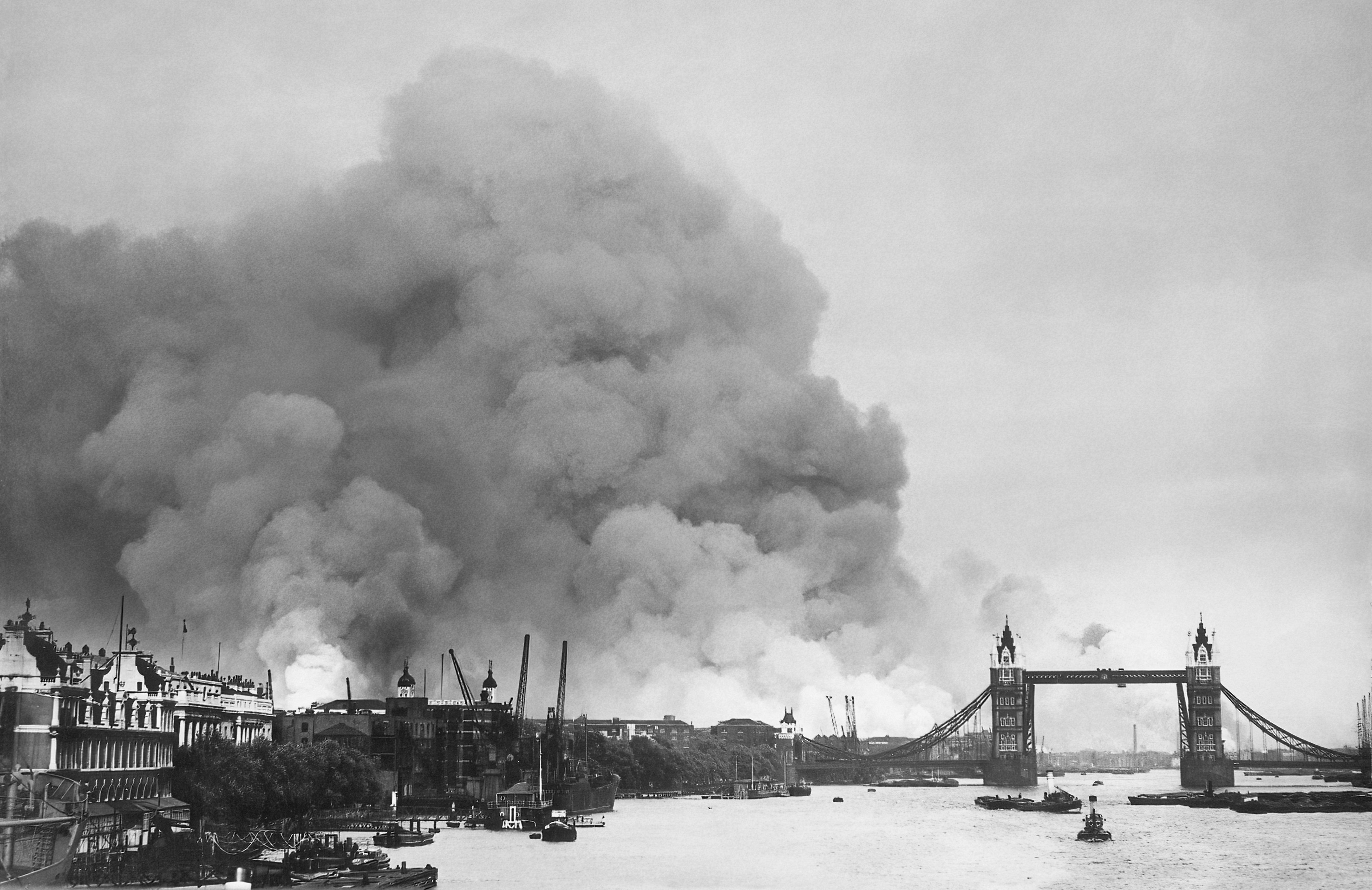
Photographie de la fumée s'élevant des incendies derrière le Tower Bridge dans les docks de Londres, à la suite de bombardements lors de la bataille d'Angleterre.

Ami et partisan de son commandant du No. 12 Group RAF, l'air vice-marshal Trafford Leigh-Mallory, Bader le rejoint et défend activement la théorie de la « Big Wing (en) » (« Grande Aile »), qui suscite de nombreux débats au sein de la RAF pendant la bataille. Bader critique ouvertement les tactiques prudentes employées par l'air vice-marshal Keith Park, commandant du No. 11 Group RAF. Park est soutenu par l'air chief marshal du RAF Fighter Command, Hugh Dowding, le commandant en chef. Bader milite avec véhémence en faveur d'une politique agressive consistant à rassembler de vastes formations de chasseurs défensifs au nord de Londres, prêts à infliger un maximum de dégâts aux formations de bombardiers allemands massées au-dessus du sud-est de l'Angleterre et arrivant par vague.
Au fil de la bataille, Bader se retrouve souvent à la tête d'une escadrille composite de chasseurs comprenant jusqu'à cinq escadrons, connue sous le nom d'« escadrille Duxford ». Les succès de la Big Wing sont difficiles à quantifier, car les grandes formations mettent souvent trop de temps à se former, s'attribuant des victoires excessives et, trop souvent, ne fournissant pas un soutien opportun au 11e Groupe, déjà surchargé. Cet épisode contribue probablement au départ de Park, remplacé par Leigh-Mallory en novembre 1940, et de Dowding.
On ignore si Mallory et Bader sont conscients que les affirmations de la RAF et des Big Wings sont exagérées, mais ils ont certainement tenté de les utiliser comme un puissant outil pour destituer Park et Dowding de leur commandement et poursuivre leur tactique. Après la guerre, Bader insiste sur le fait que lui et Leigh-Mallory souhaitaient que la tactique de la Big Wing soit appliquée uniquement au 12e Groupe. Ils pensaient tous deux, selon Bader, qu'il était peu pratique de l'utiliser au 11e Groupe, car le commandement était géographiquement situé trop près de l'ennemi et n'aurait pas eu le temps de se rassembler.
L'as de la RAF, Johnnie Johnson, donne son point de vue sur Bader et la Big Wing : « Douglas était entièrement favorable à l'utilisation des Big Wings pour contrer les formations allemandes. Je pense qu'il y avait place pour les deux tactiques : les Big Wings et les petits escadrons. Il aurait pu être fatal que Park ait toujours cherché à placer ses escadrons en [Big Wing], car non seulement ils auraient mis plus de temps à atteindre leur altitude, mais soixante ou soixante-dix chasseurs en pleine montée auraient pu être vus à des kilomètres à la ronde et auraient constitué des cibles faciles pour les [Messerschmitt Bf 109] plus haut. De plus, rien n'aurait plus réjoui Göring que de voir ses 109 fondre sur un grand nombre de chasseurs de la RAF. Adolf Galland et Werner Mölders se sont plaints de l'insaisissabilité du Fighter Command, et le génie de Park résidait dans le fait qu'en refusant de concentrer ses forces, il les a préservées tout au long de la bataille. Cela ne signifie pas, comme Bader l'a souligné à l'époque, que deux ou trois [Big Wings] des 10e et 12e Groupes, gagnant de l'altitude au-delà de la portée des 109, n'auraient pas joué un rôle crucial dans les combats ».
Pendant la bataille d'Angleterre, Bader utilise trois Hawker Hurricanes. Sur le premier, le no P3061, il remporte six victoires aériennes. Sur le deuxième appareil, inconnu (probablement le no P3090), il remporte une victoire et en endommage deux le 9 septembre. Sur le troisième, le no V7467, il en détruit quatre autres, en ajoute un probable et deux endommagés avant la fin septembre. Ce dernier appareil est perdu le 1er septembre 1941 lors d'un exercice d'entraînement.
Le 12 décembre 1940, Bader reçoit la Distinguished Flying Cross (DFC) pour ses services durant la bataille d'Angleterre. Son unité, le No. 242 Squadron RAF, a remporté 62 victoires aériennes. Bader est nommé dans la London Gazette le 7 janvier 1941. À cette époque, il est squadron leader par intérim.

### Wing leader

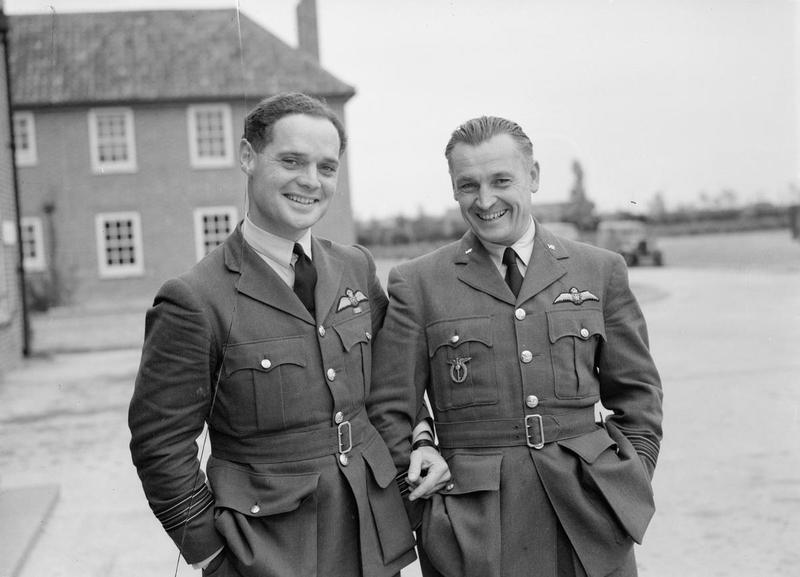
Douglas Bader (gauche) et Alexander Hess du No. 310 (Czechoslovak) Squadron RAF en 1940.

Le 18 mars 1941, Bader est promu wing commander par intérim et devient l'un des premiers wing leaders,. Stationné à la base aérienne Tangmere avec les escadrons 145 (en), 610 et 616 sous son commandement. Bader dirige son escadre de Supermarine Spitfires lors de missions de ratissage et d'escorte de bombardiers moyens au-dessus du nord-ouest de l'Europe tout au long de la campagne d'été. Ces missions, surnommées « Circus (en) », associent bombardiers et chasseurs visent à attirer et immobiliser les unités de chasse allemandes de la Luftwaffe qui, autrement, pourraient servir sur le front de l'Est. L'un des « avantages » du wing leader est la permission de faire marquer ses initiales sur son appareil à titre d'identification personnelle ; ainsi, « D-B » est peint sur le flanc du Spitfire de Bader. Ces lettres donnent naissance à son indicatif radio « Dogsbody ».
En 1941, son escadre est rééquipée de Spitfire VB, équipés de deux canons Hispano de 20 mm et de quatre mitrailleuses de calibre .303. Bader pilote un Mk VA équipé de huit mitrailleuses de calibre .303, estimant que ces armes sont plus efficaces contre les chasseurs. Sa tactique exige une approche rapprochée, où il estime que les armes de plus petit calibre ont un effet plus dévastateur. À l'époque, les essais de canons d'aile effectués par la RAF révèlent également plusieurs défauts qui empêchent une large adoption de cet armement.
Les missions de combat de Bader sont principalement menées contre des Messerschmitt Bf 109 au-dessus de la France et de la Manche. Le 7 mai 1941, il abat un Bf 109 et en revendique un autre, une victoire probable. La formation allemande appartient au Jagdgeschwader 26 (JG 26), qui est à cette date dirigée par l'as allemand Adolf Galland, et c'est également à cette occasion que Galland remporte sa 68e victoire. Bader et Galland se rencontrent à nouveau trois mois plus tard. Le 21 juin 1941, Bader abat un Bf 109E au large des côtes près de Desvres. Sa victoire est observée par deux autres pilotes qui voient un Bf 109 s'écraser et le pilote allemand sauter en parachute,,. Le 25 juin 1941, Bader abat deux autres Bf 109F. Le premier est abattu entre 11 h 58 et 13 h 35 au large de Gravelines ; le pilote sautant en parachute. Dans la même action, il participe à la destruction d'un autre Bf 109F. Le deuxième Bf 109 est abattu dans l'après-midi,.
Le mois suivant est plus fructueux pour Bader. Le 2 juillet 1941, il reçoit la barrette de sa DSO. Plus tard dans la journée, il revendique la destruction d'un Messerschmitt Bf 109 et l'endommagement d'un autre. Le 4 juillet, Bader tire sur un Bf 109E qui ralentit tellement qu'il manque de le percuter. Le Squadron leader Burton assiste à l'intégralité du combat et remarque que le Bf 109 « tombe de manière irrégulière […] comme si le pilote avait été touché ». Cette victoire est qualifiée de probable. Le 6 juillet, un autre Bf 109 est abattu et le pilote saute en parachute. Cette victoire est observée par Johnnie Johnson et Alan Smith (en) (l'ailier habituel de Bader).
Le 9 juillet, Bader revendique un Messerschmitt Bf 109 probable et un endommagé, tous deux laissant des traces de liquide de refroidissement ou d'huile moteur. Le 10 juillet, Bader revendique un Bf 109 (et un endommagé) au-dessus de Béthune. Plus tard, Bader détruit un Bf 109E qui explose au sud de Calais, voire au-dessus de cette ville. Le 12 juillet, Bader remporte un nouveau succès, abattant un Bf 109 et en endommageant trois autres entre Béthune et Saint-Omer,. Bader est de nouveau promu le 15 juillet. Le 23 juillet, Bader revendique un autre Bf 109 endommagé et probablement détruit, même si l'action se solde par la destruction de deux Bf 109. L'autre est abattu par le squadron leader Burton. Bader n'ayant pas vu son Bf 109 s'écraser, il le déclare seulement endommagé, malgré le fait que les pilotes du 242e escadron aient vu deux Bf 109 s'écraser,.
Bader insiste pour effectuer davantage de sorties fin 1941, mais son escadrille est fatiguée. Il est déterminé à améliorer son score, ce qui, selon le commandant du 616e escadron, Billy Burton, sème la zizanie parmi les autres pilotes et l'ambiance au sein de son escadrille. Trafford Leigh-Mallory, supérieur immédiat de Bader en tant que commandant du 11e groupe, cède et autorise Bader à poursuivre ses fréquentes missions au-dessus de la France, même si son score de 20 et la tension qui l'accompagne, visible sur son visage, oblige Leigh-Mallory à envisager son retrait des opérations. Finalement, Leigh-Mallory ne souhaite pas contrarier son pilote vedette et n'impose aucune restriction.

### Dernier combat

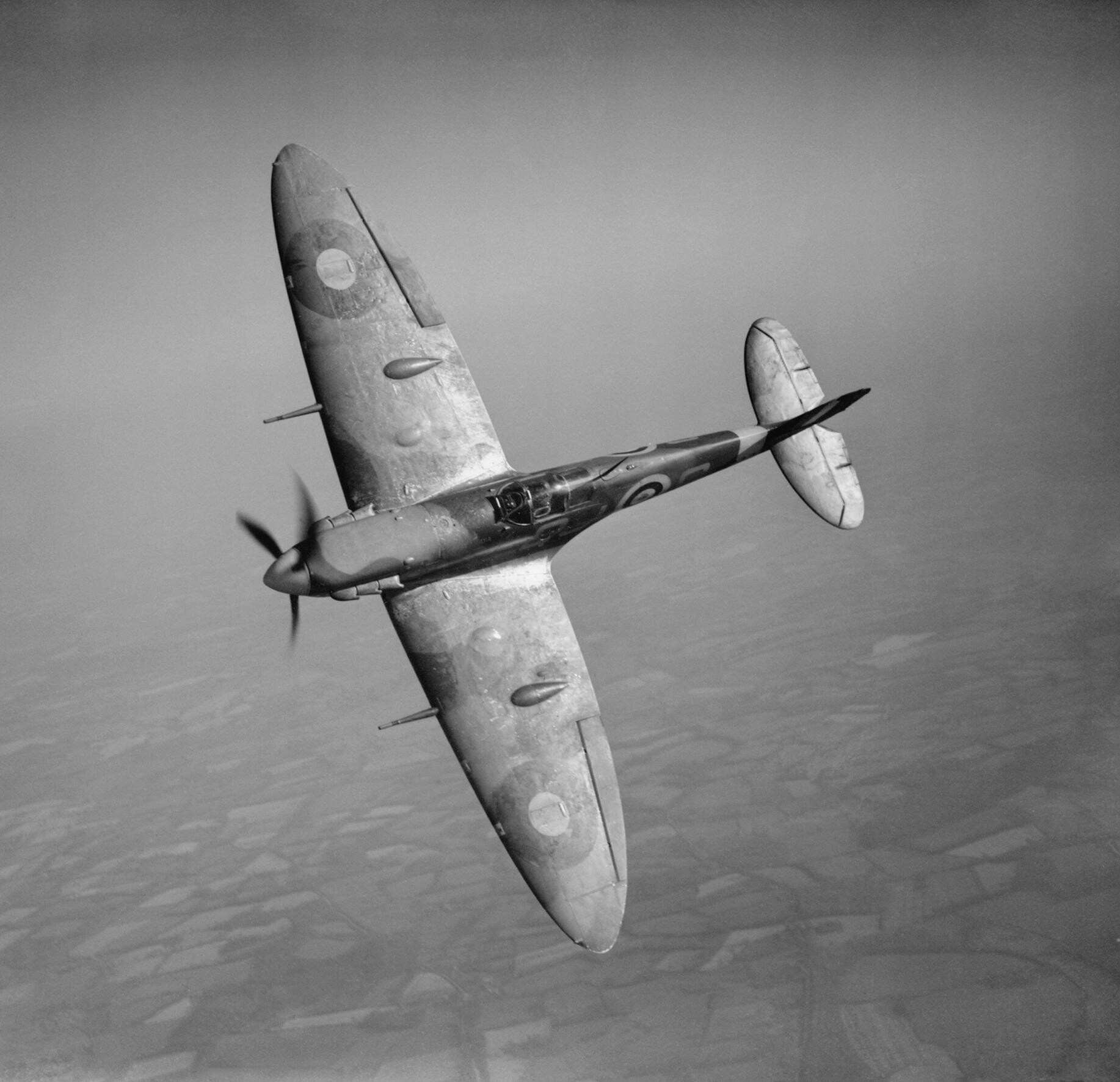
Un Supermarine Spitfire, avion sur lequel vole principalement Bader à la fin de la guerre.

Entre le 24 mars et le 9 août 1941, Bader effectue 62 vols de chasse au-dessus de la France. Le 9 août 1941, Bader pilote un Spitfire Mk VA, no W3185, en patrouille offensive au-dessus des côtes françaises, à la recherche de Messerschmitt Bf 109 en provenance d'Abbeville ou de Wissant,, sans son ailier habituel, Alan Smith. Smith, décrit par son collègue pilote Johnnie Johnson comme une « sangsue » et un « parfait numéro deux », ne put voler ce jour-là en raison d'une maladie. Il se trouve donc à Londres pour se faire ajuster un nouvel uniforme en vue de sa commission d'officier. Il est possible que cela ait contribué au déroulement des événements.
Juste après que la section de quatre appareils de Bader ait traversé la côte, douze Messerschmitt Bf 109 sont repérés volant en formation à environ 2 000 à 3 000 pieds (600 à 900 mètres) en dessous d'eux et se déplaçant dans la même direction. Bader pique sur eux trop vite et trop brusquement pour pouvoir viser et faire feu, et évite de justesse la collision avec l'un d'eux. Il se stabilise à 24 000 pieds (7 300 mètres) pour constater qu'il est désormais seul, séparé de sa section, et se demande s'il doit rentrer lorsqu'il aperçoit trois paires de Bf 109 à quelques kilomètres devant lui. Il descend en dessous d'eux et se rapproche avant d'en détruire un d'une courte rafale de tirs à bout portant. Bader ouvre juste le feu sur un deuxième Bf 109, qui laisse une traînée de fumée blanche et descend de nouveau, lorsqu'il remarque que les deux autres sur sa gauche se tournent vers lui. À ce moment-là, il décide qu'il vaut mieux rentrer. Cependant, commettant l'erreur de s'écarter d'eux, Bader croit entrer en collision avec le deuxième des deux Bf 109 à sa droite, qui poursuivent leur vol droit devant lui,.
Le fuselage, la queue et la dérive de Bader disparaissent derrière lui, et il perd rapidement de l'altitude à une vitesse estimée à 640 km/h lors d'une vrille lente. Il largue la verrière du cockpit, libérant son harnais, et l'air s'engouffrant dans le poste de pilotage ouvert commence à l'aspirer. Toutefois, sa prothèse de jambe reste coincée. À mi-chemin du cockpit et toujours attaché à son appareil, Bader tombe pendant un certain temps avant de larguer son parachute. La sangle de retenue de sa jambe céda alors sous la tension. Un Bf 109 passe à une cinquantaine de mètres de lui alors qu'il approche du sol à environ 4 000 pieds (1 200 mètres).

#### Controverse sur la cause
Bien que Bader croit pendant des années qu'il est entré en collision en plein vol avec un Messerschmitt Bf 109, deux autres possibilités sont avancées plus tard : qu'il soit abattu par un Bf 109 allemand, ou bien qu'il soit victime d'un tir ami. Des recherches récentes montrent qu'aucun Bf 109 n'est perdu lors d'une collision ce jour-là, et il existe également un doute qu'un pilote allemand soit responsable de l'avoir abattu. Le feldwebel Max Meyer du II./JG 26 pilotant un Bf 109 revendique le fait de l'avoir abattu ce matin-là et, selon les archives de la Luftwaffe, le leutnant Wolfgang Kosse du 5./JG 26 et Meyer, du 6./JG 26, sont les seuls pilotes allemands à revendiquer une victoire ce jour-là. De plus, Meyer mentionne avoir suivi le Spitfire tombant et avoir vu le pilote sauter en parachute, ce qui semble correspondre à ce passage des mémoires de Bader : « Je flottais dans le soleil au-dessus de nuages blancs et dispersés […] J'ai entendu un avion juste après mon passage. Un Bf 109 est passé ».

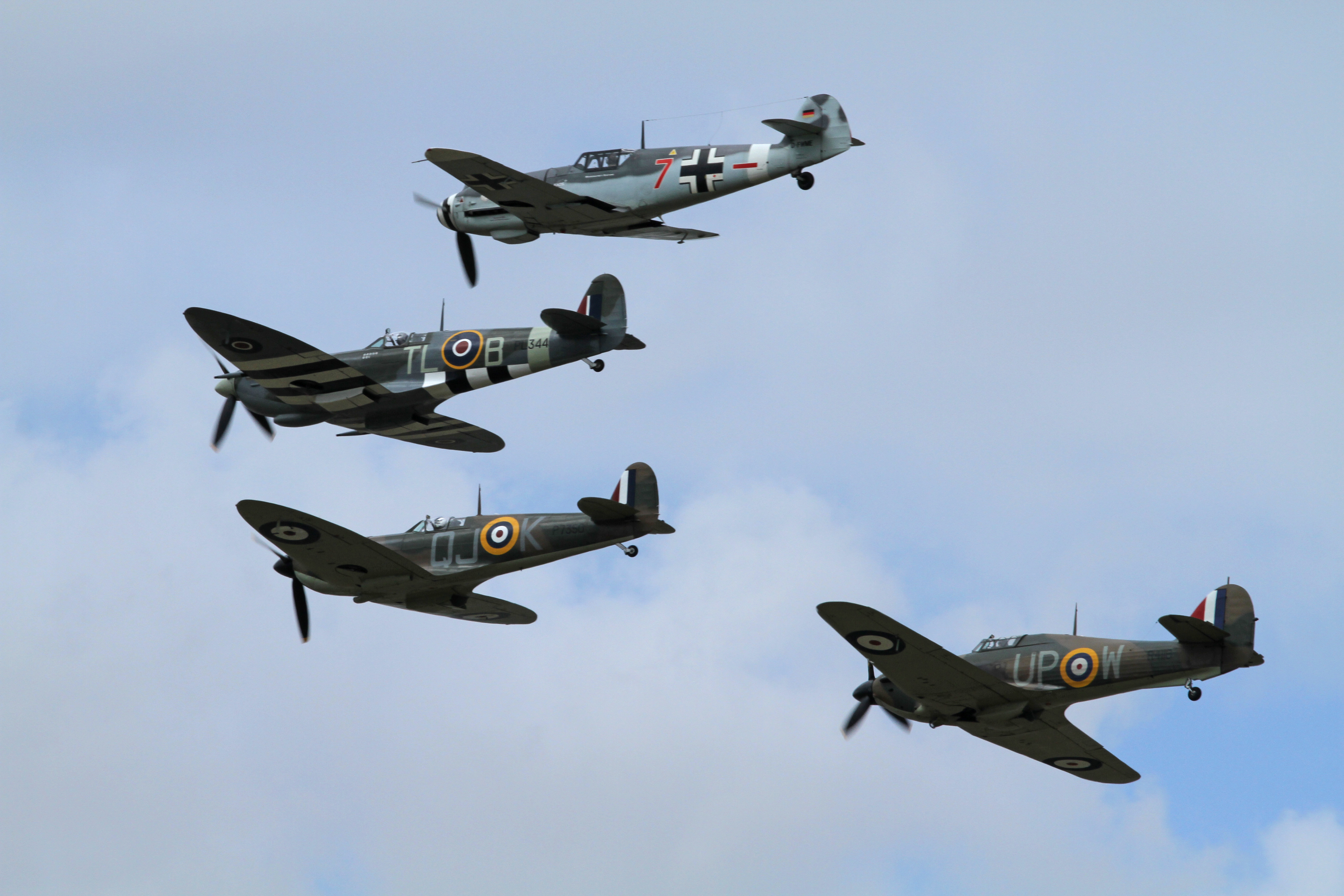
De haut en bas : un Messerschmitt Bf 109 (variante D), deux Supermarine Spitfires (Mk IX et Mk II) et un Hawker Hurricane (Mk I). Entre Bf 109 et Spitfire, une confusion est possible en cas de mauvaise visibilité et de vitesse élevée malgré la marque d'identification (cocarde).

Bader rencontre Max Meyer à Sydney en 1981 lors du salon aéronautique de Schofields. Aucun des pilotes allemands ayant revendiqué une victoire aérienne ce jour-là n'a pu établir de lien entre leur rapport et la destruction du Spitfire de Bader. Adolf Galland, geschwaderkommodore du JG 26, examine tous les rapports, même ceux des pilotes allemands tués au combat, afin de déterminer le « vainqueur » de Bader. Chaque cas est classé sans suite. La revendication de Kosse ne correspond qu'à la victoire contre le sergent Haydon du No. 452 Squadron RAF (No. 452 Squadron RAAF).
Plus récemment, l'historien de l'aviation Andy Saunders écrit un livre intitulé Le dernier vol de Bader (2003), suivi d'un documentaire sur Channel 4 intitulé Qui a abattu Douglas Bader ?, diffusé pour la première fois le 28 août 2006. Les recherches de Saunders suggèrent que Bader pourrait avoir été victime d'un tir ami, abattu par l'un de ses camarades pilotes de la RAF après avoir été détaché de son propre escadron. Les archives de combat de la RAF indiquent que Bader pourrait avoir été abattu par le capitaine d'aviation « Buck » Casson du No. 616 Squadron RAF, qui a revendiqué la perte de la queue d'un Bf 109 et l'abandon du pilote, avant d'être lui-même abattu et capturé.
Casson mentionne également avoir observé pendant un moment le pilote lutter pour sauter en parachute. Bader volant seul à l'arrière de la formation de chasse allemande, tandis que son escadron se trouve à l'opposé des Allemands, Casson n'eut que quelques secondes pour apercevoir Bader et a pu confondre son Spitfire pour un Bf 109. Dans une lettre adressée à Bader le 28 mai 1945, Casson explique l'incident. Bien que cette source soit tombée dans le domaine public, elle est sévèrement modifiée. La nature de la lettre, à savoir qu'elle est de Casson à Bader, est supprimée. Fait crucial, un paragraphe entier, mentionnant spécifiquement la queue se détachant d'un « Bf 109 » et le pilote luttant pour sortir du poste de pilotage, est complètement omis de la source originale, toujours en possession de la famille Casson. Saunders affirme qu'il ne s'agit pas d'une preuve absolue et qu'il est utile de retrouver le « Spitfire de Bader » afin de le confirmer. Toutefois, le tir ami est la version retenue depuis.

#### Recherche duW3185
La recherche du Supermarine Spitfire de Bader, le no W3185, permet de mieux comprendre la disparition d'un autre as célèbre de la guerre, Wilhelm Balthasar, geschwaderkommodore du Jagdgeschwader 2 (JG 2), tué au combat le 3 juillet 1941 lorsque son Messerschmitt Bf 109F s'écrase sur la ferme Goset, à Wittes, en France. Il est récupéré en mars 2004. Plus tard, à l'été 2004, un autre appareil est découvert à Widdebrouck (Aire-sur-la-Lys). Il s'agit d'un Bf 109F, piloté par l'unteroffizier Albert Schlager du Jagdgeschwader 26 (JG 26), porté disparu lors du dernier combat de Bader, le 9 août 1941. Une brève lueur d'espoir arrive plus tard, lorsqu'une épave de Spitfire est retrouvée. À l'intérieur se trouve un casque de pilote sur lequel sont inscrites les lettres « DB ». Il est plus tard identifié comme un Spitfire IX, grâce à la découverte d'un canon de 20 mm (que le Spitfire de Bader ne possède pas) et de munitions datées de 1943.
L'avion de Bader n'est pas retrouvé. Il est probable qu'il se soit écrasé à la ferme de Mont Dupil, près du village français de Blaringhem, peut-être près de la scierie de Desprez. Un témoin français, Jacques Taffin, voit le Spitfire se désintégrer en tombant. Il pense qu'il a été touché par des tirs antiaériens, mais aucun n'est actif dans la zone. Il n'y a également aucun reste de Spitfire dans la zone. Cette absence de restes n'est pas surprenante, le Spitfire s'étant désintégré lors de sa descente. Les historiens sont également induits en erreur quant à la localisation du Spitfire en raison d'une erreur dans le livre Reach for the Sky, dans lequel Bader affirme que sa jambe est extraite de l'épave mais qu'elle est endommagée, indiquant un lieu de crash précis. La jambe de Bader a en fait été retrouvée dans un champ.

### Prisonnier de guerre
Fait prisonnier, Douglas Bader n'est pas identifié tout de suite par les Allemands, mais à son transfert à Saint-Omer. À l'hôpital de Saint-Omer, près de la tombe de son père, et après, les Allemands traitent Bader avec un grand respect. Le colonel Adolf Galland et ses pilotes l'invitent sur leur aérodrome et le reçoivent en ami. Dans une opération de propagande très photographiée, Bader est cordialement invité à prendre place dans le poste de pilotage de son Bf 109 personnel. Il demande à Galland s'il est possible de tester le 109 en effectuant un « tour d'aérodrome », ce que Galland refuse en riant.

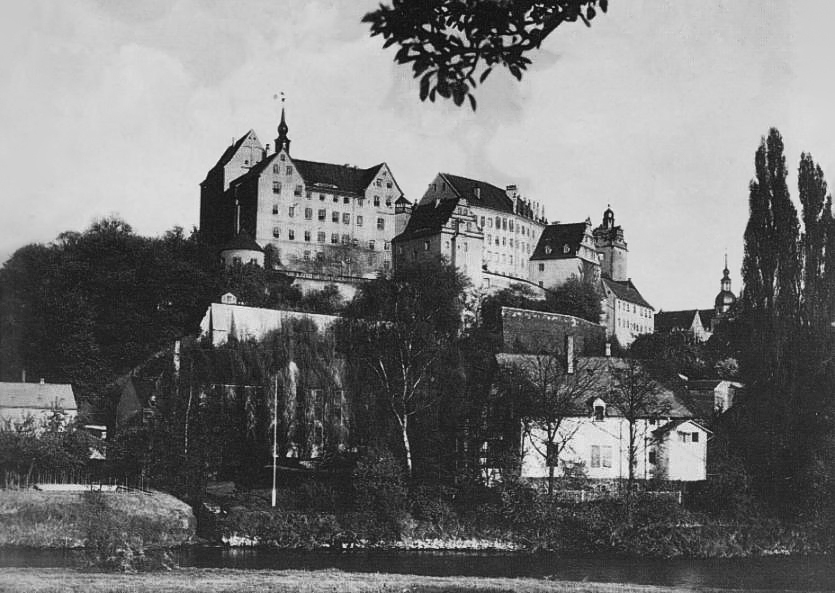
Le château de Colditz en avril 1945. Bader y est emprisonné presque trois ans.

Bader ayant perdu une prothèse de jambe en s'échappant de son avion touché. Après avoir sauté en parachute, sa prothèse droite se retrouve coincée dans l'appareil et il ne pu s'échapper que lorsque les sangles de retenue de la jambe rompent après avoir tiré sur le cordon de son parachute. Galland informe les Britanniques de sa jambe endommagée et leur offre un « passage sûr » pour déposer une prothèse de remplacement. Le Ministre de l'Aviation du Reich Hermann Göring donne lui-même le feu vert à l'opération. Les Britanniques réagissent le 19 août 1941 et un bombardier de la RAF est autorisé à parachuter une nouvelle prothèse de jambe à Saint-Omer, une base de la Luftwaffe en France occupée, dans le cadre du Circus 81 impliquant six Bristol Blenheim et une importante escorte de chasseurs, dont le 452e escadron. Les Allemands sont moins impressionnés lorsque, une fois la mission accomplie, les bombardiers poursuivent leur mission de bombardement de la centrale de Gosnay, près de Béthune, bien que le mauvais temps les empêchent d'attaquer la cible. Galland déclare lors d'une interview que l'avion avait largué la jambe après avoir bombardé son aérodrome. Galland ne retrouve Bader qu'à la mi-1945, lorsqu'il arrive à la base aérienne de Tangmere (RAF Tangmere), avec Günther Rall et Hans-Ulrich Rudel, comme prisonniers de guerre. Bader, selon Rall, s'est personnellement arrangé pour que Rudel, un autre amputé, soit équipé d'une jambe artificielle.
Le 17 août 1941, sans attendre ses nouvelles prothèse, Bader s'échappe de l'hôpital où il se rétablit par une fenêtre en nouant des draps ensembles avec l'aide d'une aide-soignante française de l'hôpital de Saint-Omer, Lucile De Backer,. Initialement, la « corde » n'atteint pas le sol, mais avec l'aide d'un autre patient, il fait glisser l'attache sous un pilote néo-zélandais comateux, Bill Russell, du 485e escadron, amputé du bras la veille. Le lit de Russell est alors déplacé vers la fenêtre pour servir d'ancrage. De Backer tente également de contacter des agents britanniques pour permettre à Bader de s'échapper au Royaume-Uni. Malgré son uniforme britannique reconnaissable, Bader se réfugie avec l'aide de Gilbert Petit pour la nuit chez un Léon et Aline (Maria) Hiecque dans une maison du quartier du Haut-Pont,. Les Hiecque avaient promit de l'héberger près de Saint-Omer jusqu'à ce qu'il puisse être transféré plus loin. Malheureusement, ils sont trahis par un témoin, une femme à l'hôpital. Fait de nouveau prisonnier, Bader nie que le couple ait connaissance sa présence et demande grâce pour leur éviter une exécution sur place. De Backer et les époux Hiecque sont jugés par la suite à la peine de mort, mais a peine est commuée et ils sont envoyés par la suite aux travaux forcés, en Allemagne. Le couple survécut, et après la guerre, les autorités françaises condamnent la dénonciatrice à vingt ans de prison. Aline Hiecque, qui s'est illustré dans la résistance,, recevra la Légion d'honneur en 1965 à Saint-Omer, en présence de Bader,.
Au cours des années suivantes, Bader devient une véritable « épine dans le pied » des Allemands. Il pratique souvent ce que le personnel de la RAF appelle le « goon baiting (en) ». En effet, il considère comme son devoir de causer le plus de problèmes possible à l'ennemi, notamment par des tentatives d'évasion. Il en fait tellement que les Allemands menacent de lui retirer ses jambes. Le 15 février 1942, Bader est prisonnier au camp de prisonniers de guerre de Warburg, le Oflag VI-B (en). Utilisant la technique de la photographie fractionnée de son complice Pete Tunstall (en), Bader réussit à faire sortir en secret une lettre. Il décrit les conditions dans le camp comme « sanglantes », les rations allemandes comme médiocres et demande que les futurs colis de la Croix-Rouge comprennent des concentrés de vitamines A, B, C et D. Bader prédit que le taux de pertes allemandes sur le front de l'Est « calmerait l'Allemagne en six mois » et termine la lettre par « Continuez à bombarder ces salauds jusqu'à l'enfer ».
En août 1942, Bader s'évade avec Johnny Palmer et trois autres personnes du Stalag Luft III à Żagań (Sagan). Malheureusement, un officier de la Luftwaffe du JG 26 se trouve dans les parages. Désireux de rencontrer le chef d'escadre de Tangmere, il passe voir Bader, mais lorsqu'il frappe à sa porte, il n'obtient pas de réponse. L'alerte est rapidement donnée et, quelques jours plus tard, Bader est repris. Lors de la tentative d'évasion, les Allemands produisent une affiche de Bader et Palmer demandant des informations. Elle décrit le handicap de Bader et indique qu'il « marche bien avec une canne ». Vingt ans plus tard, Bader en reçoit une copie d'un prisonnier belge qui avait travaillé dans un bureau de la Gestapo à Leipzig. Bader trouve cela amusant, car il n'a jamais utilisé de canne.

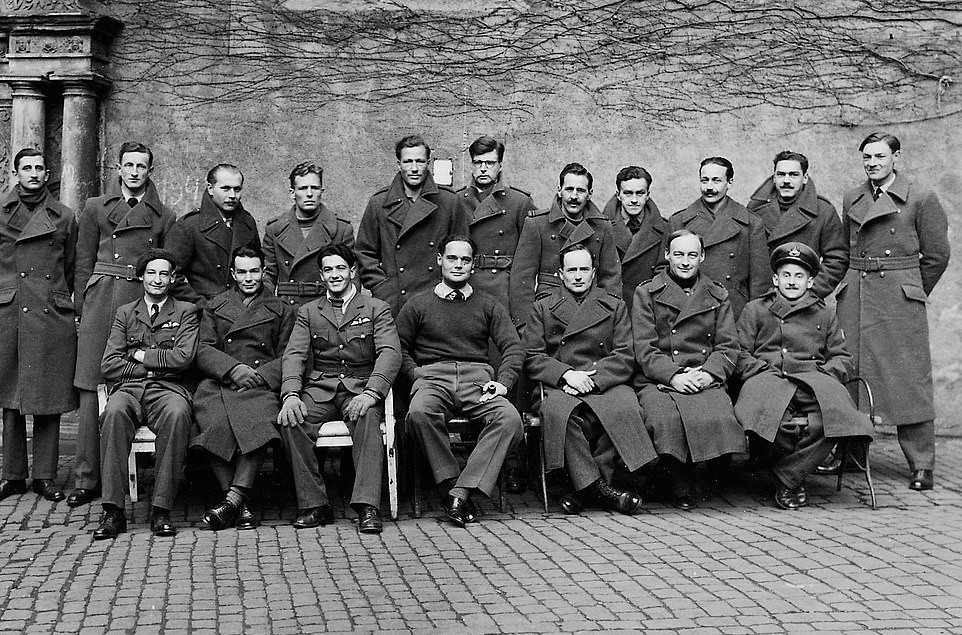
Bader assis au milieu, lors d'une mess à Colditz en 1942 ou 1943.

Bader est finalement envoyé au château de Colditz (Oflag IV-C (en)), réputé à l'épreuve des évasions, le 16 août 1942. En mai 1944, la Gestapo répertorie vingt pour cent des demandes médicales du château comme étant deutschfeindlich (« anti-allemands ») et pour cette raison, la Gestapo lui refuse un rapatriement médical.

### Libération
Bader reste à Colditz jusqu'au 16 avril 1945, date à laquelle le château est libéré par la 1re armée américaine après deux jours de combats contre les Allemands,,. Si certains prisonniers avaient arrêté leur « harcèlement », Bader persévère jusqu'au bout, ce qui lui sauve la vie lorsqu'un obus américain détruit sa chambre et qu'il se trouve en isolement. Lee Carson, une journaliste américaine accompagnant l'armée, fait tout son possible pour retrouver Bader et recueillir son témoignage sur les conditions de vie au château. Bader quitte le château avec Carson et il est à Paris dès le lendemain, puis au Royaume-Uni le surlendemain, rentrant chez lui bien plus tôt que les autres prisonniers.

## Après-guerre

### Dernières années dans la RAF
Après son retour au pays, Bader a l'honneur de mener un défilé aérien de la victoire de 300 avions au-dessus de Londres en juin 1945. Le 1er juillet, il est promu wing commander temporaire. Peu après, Bader cherche un poste dans la RAF. L'air marshal Richard Atcherley (en), ancien pilote de la coupe Schneider, commande le Central Fighter Establishment à Tangmere. Lui et Bader ont été officiers subalternes à Kenley en 1930, alors qu'ils servaient dans le No. 23 Squadron RAF. Bader est nommé commandant de l'école de chasse. Il est promu commandant wing commander (définitif) le 1er décembre et, peu après, promu group captain temporaire.
Durant cette période, Bader consacre la majeure partie de son temps à l'instruction sur l'attaque au sol et la coopération avec les forces terrestres, signe du rôle accru des avions de chasse et de la modification de fond de leur usage. Bader ne s'entend pas avec la nouvelle génération de chefs d'escadron, qui le considèrent comme « dépassé ». Finalement, l'air marshal James Robb (en) lui offre le 15 septembre 1945 le commandement du secteur de North Weald du No. 11 Group RAF, une organisation imprégnée dans l'histoire du Fighter Command et de la bataille d'Angleterre. Il est probable que Bader soit resté quelque temps dans la RAF si son mentor Trafford Leigh-Mallory n'avait pas été tué dans un accident d'avion en novembre 1944, cependant, l'enthousiasme de Bader pour un service continu dans la RAF s'est estompé.
Le 21 juillet 1946, conscient que la RAF en temps de paix serait très différente de son expérience en temps de guerre, Bader prend sa retraite de la RAF avec le grade de group captain (définitif) pour rejoindre Royal Dutch Shell (future Shell).

### Suite de sa carrière

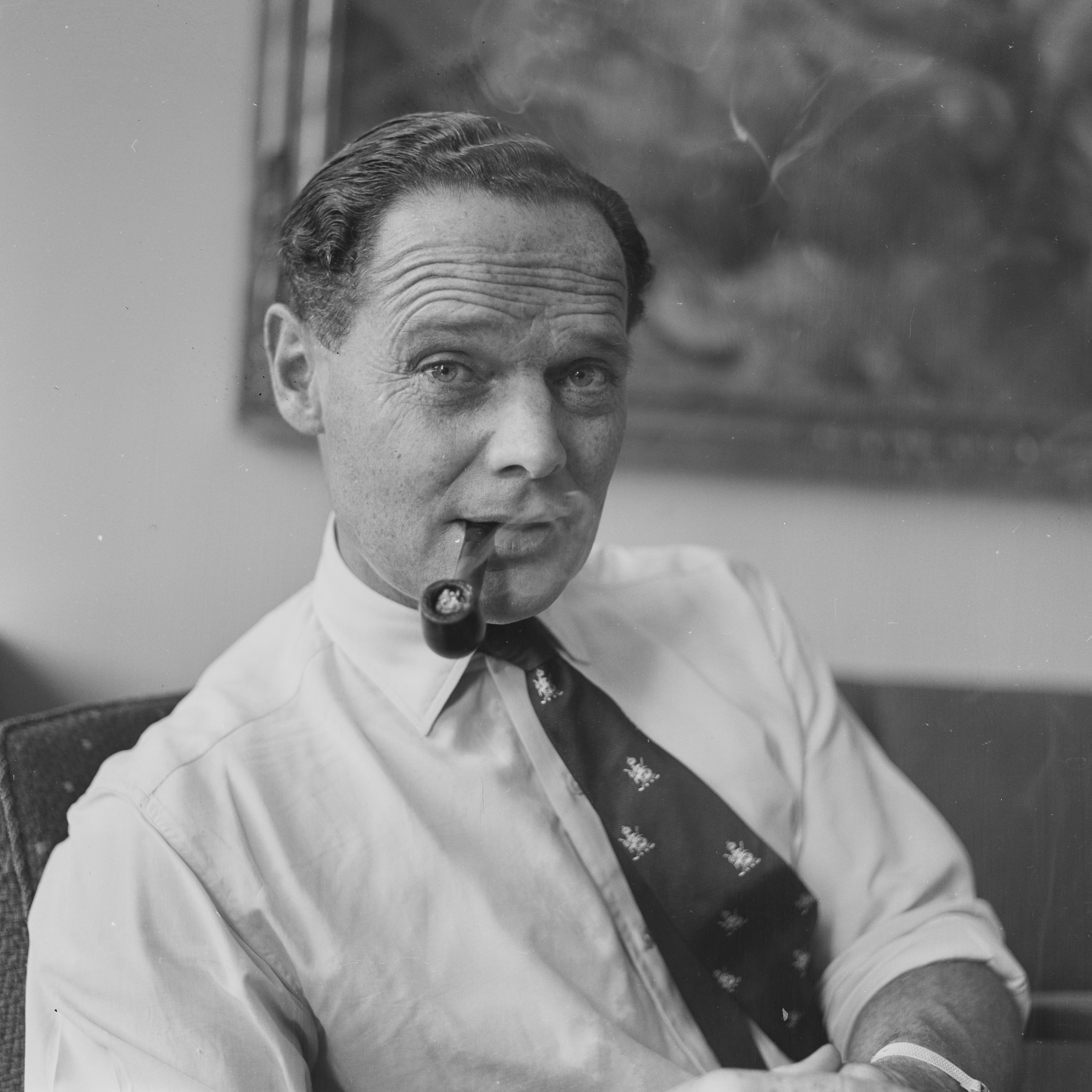
Douglas Bader en 1955.

Bader envisage une carrière politique en se présentant comme député de sa circonscription à la Chambre des communes. Il méprise la façon dont les trois principaux partis politiques instrumentalisaient les anciens combattants à leurs propres fins politiques. Sa décision de rejoindre Shell en parallèle n'est pas motivée par l'argent, mais par la volonté de rembourser une « dette ». Shell était prête à l'embaucher, à ses 23 ans, après son accident. Cela donnait une raison de principe à Bader de rejoindre cette main tendue à l'époque.
Il y a un autre avantage : rejoindre Shell lui permet de continuer à piloter. Il voyage en tant que cadre, ce qui lui permet de piloter un petit avion. Il passe la plupart de son temps à l'étranger à piloter un Percival Proctor, propriété de la société, puis un Miles Gemini (en). Lors d'une mission, entre le 15 août et le 16 septembre 1946, Bader est envoyé en mission de relations publiques pour Shell en Europe et en Afrique du Nord, aux côtés du lieutenant général James H. Doolittle de l'armée de l'air américaine (USAAF à l'époque), mieux connu pour le Raid de Doolittle, le premier bombardement effectué sur le territoire du Japon par les forces armées des États-Unis durant la guerre du Pacifique. Doolittle avait quitté le service actif en janvier 1946 et était retourné dans la réserve militaire.
Bader devient directeur général de Shell Aircraft (en) jusqu'à sa retraite en 1969. Cette année-là, il sert également comme conseiller technique pour le film La Bataille d'Angleterre (1969). Bader voyage dans tous les grands pays hors du monde communiste, acquérant une renommée internationale comme conférencier sur les questions d'aviation. En 1975, il prend la parole aux funérailles de l'air marshal Keith Park.

## Personnalité et prises de positions politiques

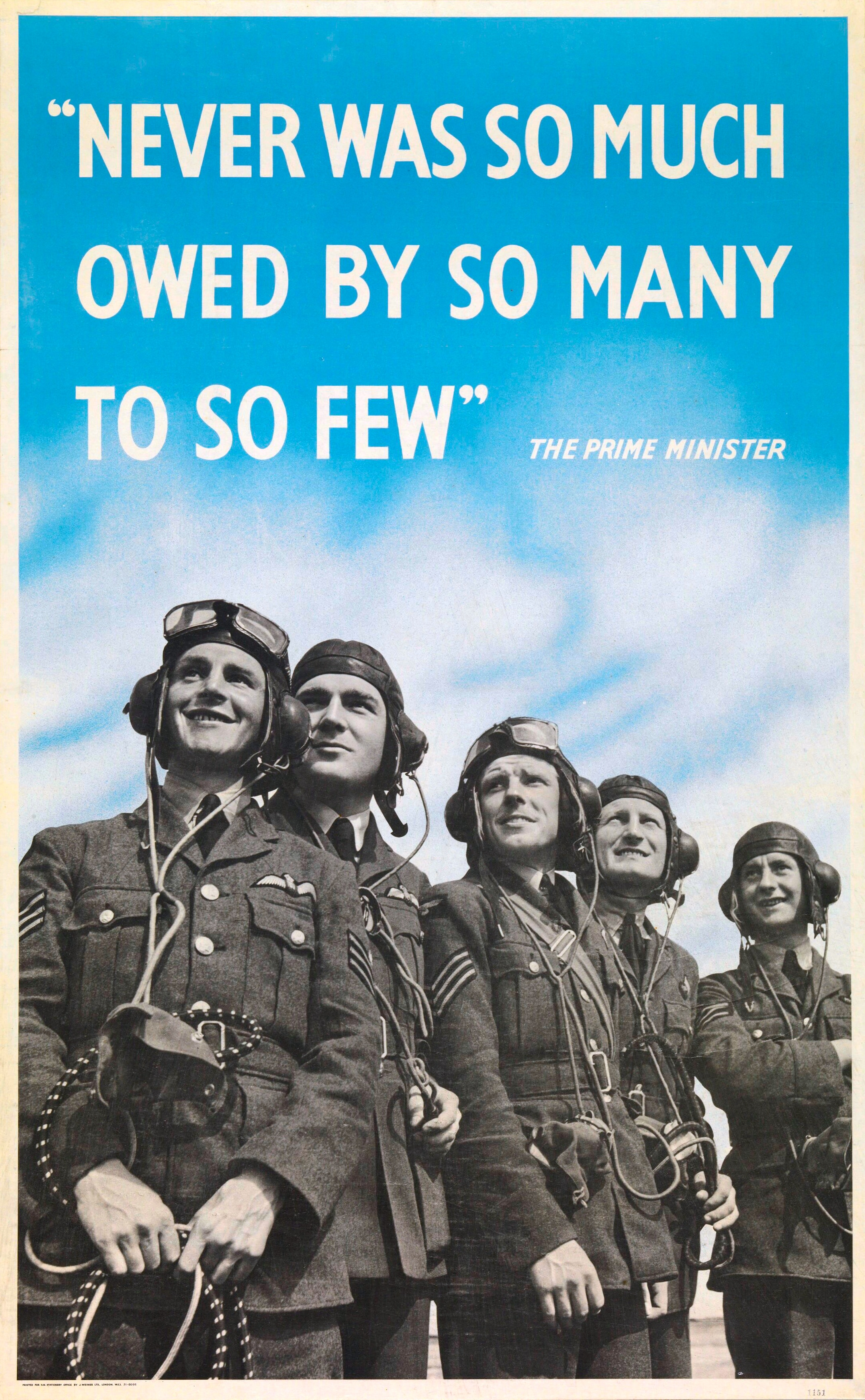
Une affiche de la Seconde Guerre mondiale ayant pour sujet The Few, avec la référence à la phrase du Premier ministre du Royaume-Uni Winston Churchill.

Lors de la sortie du film Vainqueur du ciel (Reach for the Sky, 1956), le public associe Bader à la personnalité calme et aimable de l'acteur britannique Kenneth More, qui l'incarne. Bader reconnait que les producteurs ont effacé toutes ses habitudes en opérations, notamment son langage grossier. Bader déclare un jour : « [ils] pensent toujours que [je suis] le beau gosse qu'était Kenneth More ». Les traits de caractère plus controversés de Bader sont évoqués par Paul Brickhill dans son livre Reach for the Sky (1954). « C'est quelqu'un de plutôt « difficile » », confie Brickhill à Billy Collins, directeur de sa maison d'édition William Collins and Sons, après avoir passé plus d'un an à discuter avec lui. Néanmoins, Bader est accueilli comme une figure légendaire par le grand public, qui l'identifie étroitement à un chef des Few lors de la bataille d'Angleterre.
Pete Tunstall, lors de sa première rencontre avec Bader, se souvient de la force de sa personnalité. Tunstall déclare à propos de Bader : « Lors de la première rencontre avec Douglas Bader, on était frappé par la puissance de sa personnalité. Malheur à tout jeune coq qui pensait pouvoir partager le perchoir ». Pour Tunstall, Bader n'est pas un « spécimen » normal et il est légèrement perturbé par le fait que les gens remettent en question avec indignation sa personnalité autoritaire et appliquent ensuite des normes normales à un homme qui a perdu ses deux jambes et qui est pourtant revenu pour voler dans le poste de pilotage d'un avion en temps de guerre.
N'étant pas du genre à cacher ses opinions, Bader devient également controversé pour ses opinions politiques. Conservateur convaincu, ses opinions cinglantes sur des sujets tels que la délinquance juvénile, la peine de mort, l'apartheid (qu'il soutenait) et la défiance de la Rhodésie envers le Commonwealth (il était un fervent partisan du régime de la minorité blanche d'Ian Smith) suscitent de nombreuses critiques. Pendant la crise du canal de Suez, Bader se rend en Nouvelle-Zélande. Certains des pays africains les plus récents à avoir rejoint le Commonwealth ont critiqué la décision d'intervenir en Égypte ; il répond qu'ils pouvaient « remonter à leurs arbres ».
Lors d'un voyage en Afrique du Sud en novembre 1965, Bader déclare que s'il avait été en Rhodésie lors de la déclaration d'indépendance, il « aurait sérieusement envisagé de changer de nationalité ». Plus tard, Bader rédige également la préface de la biographie d'Hans-Ulrich Rudel, Stuka Pilot (1951). Même lorsqu'il apparait que Rudel est un fervent partisan du parti nazi, Bader déclare que le fait d'en avoir eu connaissance auparavant n'aurait pas changé d'avis sur sa contribution.
À la fin des années 1960, Bader est interviewé à la télévision, où ses propos suscitent la controverse. Au cours de l'entretien, il exprime son désir de devenir Premier ministre et énumère quelques propositions controversées si l'occasion se présentait : lever les sanctions contre la Rhodésie afin que les négociations puissent se dérouler sans pression, interrompre immédiatement l'immigration en Grande-Bretagne jusqu'à ce que « la situation soit examinée », rétablir la peine de mort pour meurtre et interdire les bureaux de paris qui « […] favorisent le racket de la protection […] c'est pourquoi nous ressemblons au Chicago des années 1920 ».
Bader est connu, parfois, pour son obstination, sa franchise et son manque de sophistication lorsqu'il exprime son opinion. Lors d'une visite à Munich, invité par Adolf Galland, il entre dans une salle remplie d'anciens pilotes de la Luftwaffe et dit : « Mon Dieu, je ne savais pas que nous avions laissé autant d'entre vous en vie, bande de salauds ! ». Il utilise également cette expression pour décrire le Trades Union Congress pendant les troubles économiques et sociaux des années 1970. Plus tard, il suggère que les Britanniques qui soutiennent la Campagne pour le désarmement nucléaire devaient être expulsés.

## Vie privée

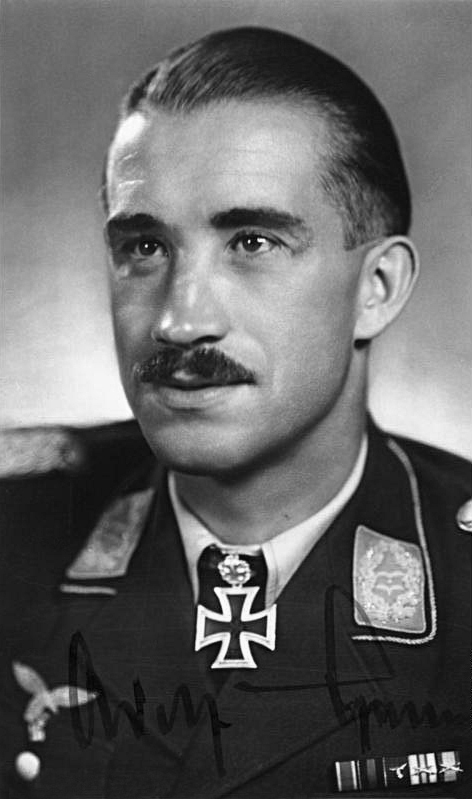
Adolf Galland en septembre 1940. Bader et Galland partagaient une amitié depuis la guerre.

La première épouse de Bader, Thelma, qui fume, développe un cancer de la gorge en 1967. Conscients de ses faibles chances de survie, elle et Bader passent le plus de temps possible ensemble. Après une longue maladie, Thelma meurt le 24 janvier 1971, à l'âge de 64 ans.
Le 3 janvier 1973, Bader épouse Joan Murray (née Hipkiss). Le couple passe le reste de sa vie dans le village de Marlston (en), dans le Berkshire. Joan est la fille d'un magnat de l'acier. Passionnée d'équitation, elle partage l'intérêt de Bader pour venir en aide aux démunis, plus particulièrement pour les handicapés. À ce titre, elle est membre de l'Association des anciens combattants britanniques sans membres (British Limbless Ex-Servicemen's Association). Ils se rencontrent lors d'un événement de l'association en 1960. Elle apporte également son soutien à des associations œuvrant pour l'équitation en faveur des personnes handicapées.
Bader mène une campagne vigoureuse en faveur des personnes handicapées et montre l'exemple d'une réussite malgré son handicap. En juin 1976, il est anobli pour son action en faveur des handicapés. L'acteur John Mills et l'air vice-marshal Neil Cameron (en) sont également anoblis lors de cette cérémonie,.
D'autres distinctions suivent. Bader conserve son intérêt pour l'aviation et, en 1977, il est nommé fellow de la Royal Aeronautical Society (RAS). Il obtient également un doctorat en sciences de l'université Queen's de Belfast. Bader est également consultant pour Aircraft Equipment International à Ascot, dans le Berkshire. Sa santé déclinant dans les années 1970, il abandonne rapidement l'aviation. Le 4 juin 1979, il pilote son Beechcraft Travel Air pour la dernière fois, l'appareil lui ayant été offert lors de sa retraite de Shell. Il totalise 5 744 heures et 25 minutes de vol. L'ancien rival et ami de Bader, Adolf Galland, le suit dans sa retraite peu de temps après pour les mêmes raisons. Lui aussi avait acheté un Beechcraft pour son loisir.
Sa charge de travail épuisante pour un homme sans jambes dont la maladie cardiaque s'aggrave, le 5 septembre 1982, après un dîner en l'honneur du maréchal de la RAF Arthur Travers Harris au Guildhall où il prend la parole, Bader meurt d'une crise cardiaque à l'âge de 72 ans alors qu'il traverse Chiswick, dans l'ouest de Londres, en voiture pour rentrer chez lui.
Parmi les nombreuses personnes et dignitaires présents à ses funérailles figure encore Adolf Galland. Galland et Bader partageant une amitié de plus de quarante ans, depuis leur première rencontre en France. Bien que Galland soit en voyage d'affaires en Californie, il ne manque pas d'assister à la cérémonie commémorative célébrée en l'église St Clement Danes, sur le Strand. Peter Tory écrit dans sa chronique du London Diary : « S'il avait été présent, Bader aurait certainement reconnu instantanément l'inconnu à l'imperméable sombre. Se précipitant à ses côtés, il lui aurait donné une tape dans le dos et hurlé : « Super spectacle, content que tu sois venu ! » ».

## Postérité
Une biographie de Bader par Paul Brickhill, Reach for the Sky, est publiée en 1954. Quelque 172 000 exemplaires sont vendus au cours des premiers mois seulement. Le tirage initial de 300 000 exemplaires est rapidement épuisé, la biographie devenant le livre relié le plus vendu dans le Royaume-Uni d'après-guerre. Brickhill avait offert à Bader cinquante pour cent des recettes, scellant l'accord par une simple poignée de main. Avec l'essor des ventes, Bader craignait de ne gagner que très peu, après impôts, et insiste alors pour conclure un nouveau contrat, par écrit. Brickhill accepte donc de lui verser un paiement unique de 13 125 £, provenant de son entreprise Brickhill Publications Limited, dont la majeure partie serait destinée aux « dépenses » et exonérée d'impôt, une petite partie seulement étant destinée aux « services » et donc imposable (près de 350 000 £ d'aujourd'hui). L'Inland Revenue (en) a par la suite renoncé à toute obligation fiscale sur les revenus de Bader.

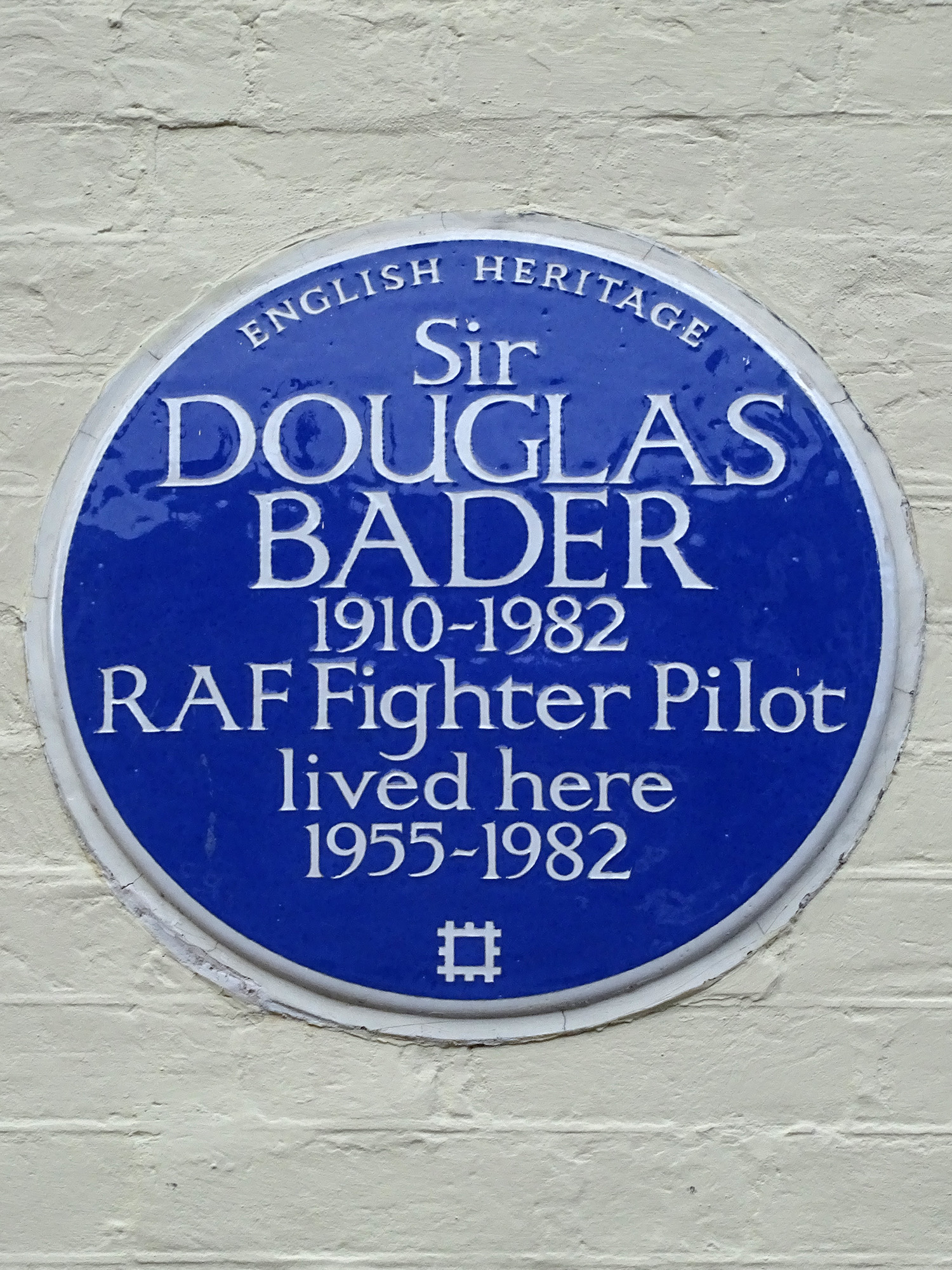
Blue plaque commémorant Douglas Bader à Kensington.

Après que l'achat des droits pour une adaptation cinématographique Vainqueur du ciel (1956) par Daniel M. Angel (en), et la collaboration avec Lewis Gilbert pour écrire le scénario, Bader regrette le nouvel accord restrictif qu'il avait obtenu de Brickhill. Amer, il refuse d'assister à la première et ne voit le film que onze ans plus tard, à la télévision. Il ne reparle plus jamais à Brickhill et ne répond plus jamais à ses lettres. Le long métrage sort en 1956, avec Kenneth More dans le rôle de Bader, et se classe en tête du box-office britannique cette année-là.
À l'occasion du 60e anniversaire de la dernière sortie de combat de Bader, sa veuve Joan inaugure une statue au domaine de Goodwood, anciennement base aérienne Westhampnett (RAF Westhampnett) l'aérodrome d'où il décolla. Cette sculpture en bronze de 1,80 m, premier hommage de ce type, a été créée par Kenneth Potts et commandée par le comte de March, qui gère le domaine,.
Une fondation, la Douglas Bader Foundation, est créée en 1982 en l'honneur de Bader par sa famille et ses amis, dont beaucoup sont également d'anciens pilotes de la RAF ayant volé avec lui pendant la Seconde Guerre mondiale. Elle arrête ses activités en 2024. L'une des jambes artificielles de Bader est conservée au musée de la Royal Air Force dans son entrepôt de Stafford et n'est pas exposée au public.
Plusieurs lieux portent le nom de Douglas Bader, comme un bâtiment du campus du Northbrook College (en) à l'aéroport de Shoreham, une voie à Woodley — près de l'aérodrome où il avait perdu ses jambes —, une rue à Poole, une promenade à Birmingham, une autre voie à Auckland (Nouvelle-Zélande), une école spécialisée à Doncaster ou encore un pub à Ipswich. L'unité de rééducation Douglas Bader de l'hôpital Queen Mary (en) de Roehampton, à Londres, un centre d'appareillage et de rééducation pour amputés de renommée mondiale, porte le nom de Bader.
En 2009, une blue plaque est inaugurée par Richard Branson et David Bickers, le gendre de Bader, pour commémorer Douglas Bader à Kensington, là où il a habité de 1955 à 1982.
Dans la mémoire collective, il incarne « la résilience, le courage et la détermination ». À sa mort, selon le London Times, « il devint une légende en personnifiant l'héroïsme de la RAF durant la Seconde Guerre mondiale ».

## Distinctions
- 1er octobre 1940 : le squadron leader par intérim Bader (26151) est nommé compagnon de l'ordre du Service distingué (DSO)[3] :

« Cet officier a fait preuve d'une bravoure et d'un leadership exceptionnels. Lors de trois engagements récents, il a dirigé son escadron avec une telle habileté que trente-trois avions ennemis ont été détruits. Au cours de ces engagements, le chef d'escadron Bader a ajouté à ses succès précédents en détruisant six avions ennemis. »

— The London Gazette.
- 7 janvier 1941 : le squadron leader par intérim Bader, DSO (26151), du No. 242 Squadron RAF, reçoit la Distinguished Flying Cross (DFC)[5] :

« Le commandant d'escadron Bader a continué de diriger son escadron et son escadre avec la plus grande bravoure en toutes circonstances. Il a désormais détruit dix avions ennemis et en a endommagé plusieurs autres. »

— The London Gazette.
- 15 juillet 1941 : le wing commander par intérim Bader, DSO, DFC (26151) reçoit une barrette de l'ordre du Service distingué[4] :

« Cet officier a mené son escadre lors d'une série de sorties constamment réussies au-dessus du territoire ennemi au cours des trois derniers mois. Ses grandes qualités de leadership et son courage ont été une source d'inspiration pour tous. Le commandant d'escadre Bader a détruit 15 avions ennemis. »

— The London Gazette.
- 9 septembre 1941 : le wing commander par intérim Bader, DSO, DFC (26151) reçoit une barrette de la Distinguished Flying Cross en reconnaissance de sa bravoure lors d'opérations aériennes contre l'ennemi[6] :

« Ce pilote intrépide a récemment ajouté quatre avions ennemis à ses précédents succès ; il en a probablement détruit quatre autres et endommagé cinq. Par son leadership remarquable et son courage exceptionnel, le commandant d'escadre Bader a toujours été une source d'inspiration pour l'escadre. »

— The London Gazette.
- 2 janvier 1956 : le group captain Bader, DSO, DFC, est nommé commandeur de l'ordre de l'Empire britannique (CBE) pour services rendus aux personnes handicapées[7] ;
- 12 juin 1976 : le group captain Bader, CBE, DSO, DFC, est fait Knight Bachelor pour services rendus aux personnes handicapées[8].

## Credos de combat

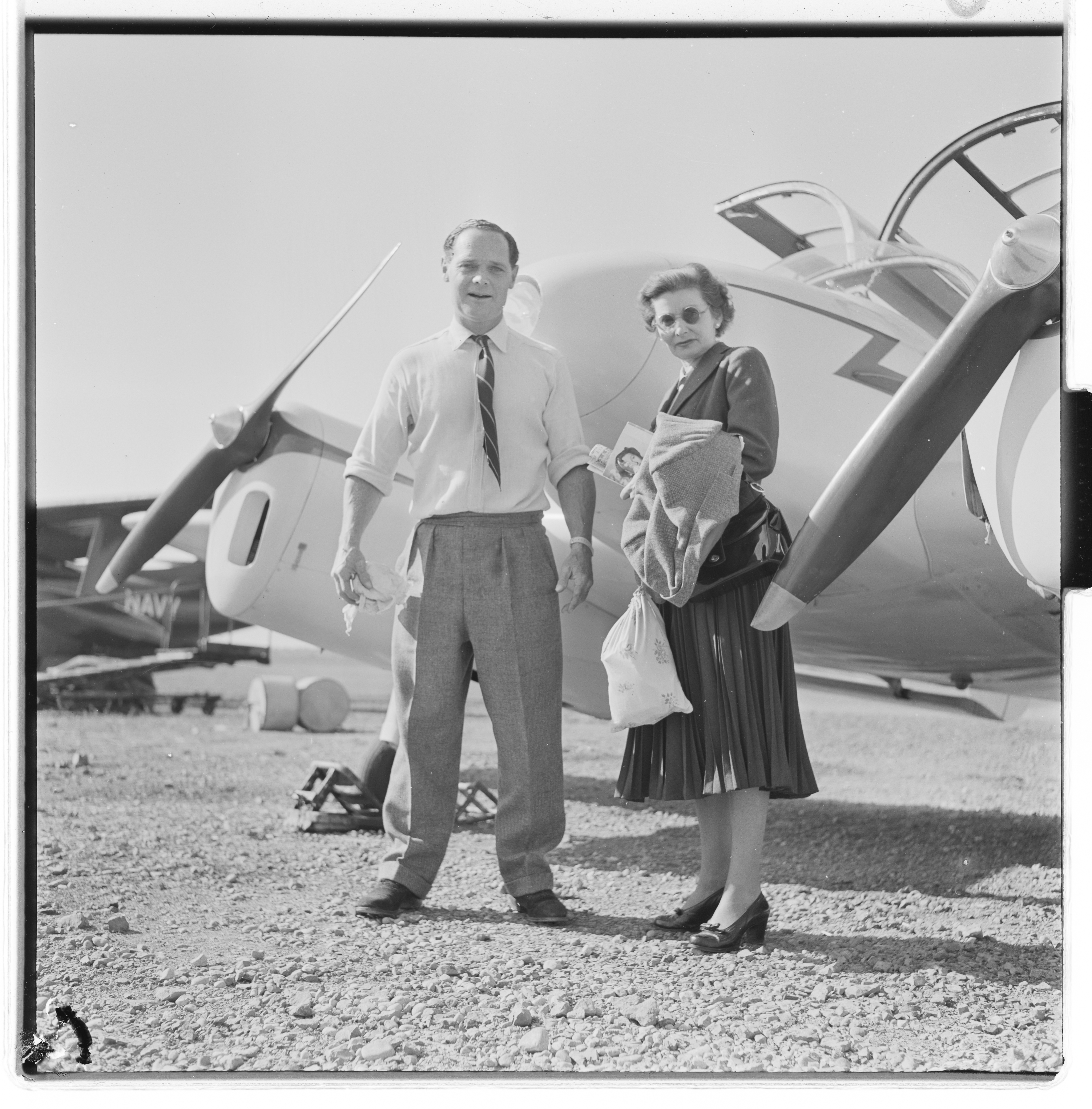
Douglas Bader (gauche), en 1955.

Bader attribue son succès à sa croyance en trois règles fondamentales, partagées par l'as allemand Erich Hartmann :
1. « Si vous aviez la hauteur, vous contrôliez la bataille »[51],[185] ;
2. « Si vous sortiez du Soleil, l'ennemi ne pouvait pas vous voir »[51],[185] ;
3. « Si vous retenez votre tir jusqu'à être très proche, vous manquiez rarement votre cible »[51],[185].

Son bilan officiel est de 22 victoires aériennes, quatre victoires partagées, six victoires probables, une victoire partagée probable, ainsi que onze avions ennemis endommagés qui ne comptent pas comme des victoires, le tout en seulement 15 mois d'opérations.
En outre, sur sa réussite comme pilote de chasse, il est pensé que cela puisse être en partie dû à son absence de jambes : les pilotes soumis à des forces g élevées lors des combats perdent souvent connaissance, le flux sanguin cérébral se dirigeant vers les parties inférieures du corps, en particulier les jambes. Comme Bader est dépourvu de jambes, il pouvait rester conscient plus longtemps, ce qui pense-t-on, lui confère un avantage sur ses adversaires dotés de jambes.

## Bibliographie

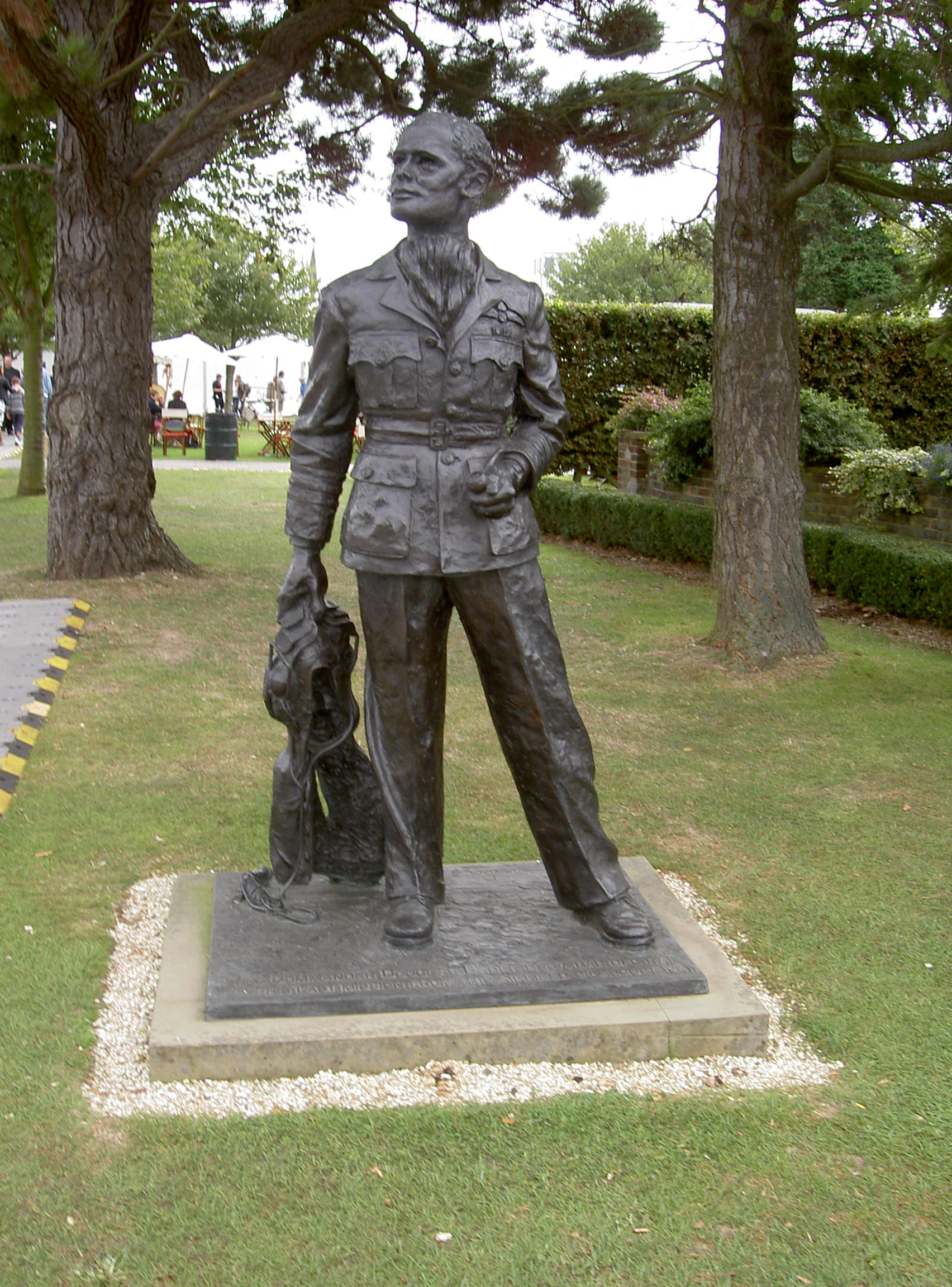
Statue de Douglas Bader à Westhampnett.